# 銀河機攻隊 マジェスティックプリンス
『銀河機攻隊 マジェスティックプリンス』（ぎんがきこうたい マジェスティックプリンス）は、動画工房およびオレンジ制作による日本のロボットアニメ。略称は「MJP」、「マジェプリ」。2013年4月から9月にかけてTOKYO MX、サンテレビ、KBS京都ほかにて放送された。全24話+1話。

## 概要
『月刊ヒーローズ』2012年10月発売号にてアニメプロジェクトが発表され、公式サイトにてプロモーション映像が公開された。
キャッチコピーは、「ザンネンだっていいじゃない」。
監督には『刀語』・『ヨルムンガンド』の元永慶太郎、キャラクターデザインには『機動戦士ガンダムSEED』・『蒼穹のファフナー』の平井久司、シリーズ構成には『けいおん!』の吉田玲子が参加している。メカニックデザインには谷裕司、森木靖泰、渡辺浩二、アニメーション制作には、本作がロボットアニメ初挑戦作品、およびに唯一の共同制作作品となる動画工房と、本作が初制作元請作品となるオレンジがそれぞれ担当する。
東宝が立ち上げた新レーベル『TOHO animation』の第1号作品。これまで東宝はアニメ作品に主に配給で携わってきたが、本作では製作として企画段階から本格的に携わっている。2012年4月に設立したアニメ事業室の下、将来的には少子高齢化や人口減少の環境下での劇場公開に見合うヒットを見据えた次世代戦略の一環として、本作の企画は進められた。音楽レーベルも独自に設立するなど、映像面だけでなく音楽面での戦略も欠かしていない。
企画が立案されたのは放送開始の4年前であり、元永は「ガンダムやエヴァではないロボットアニメを」との要望と彼のロボットアニメ作品への参加実績から起用されたが、起用自体は平井や吉田の方が先であった。平井によるキャラクターデザインや吉田による日常会話は元永を喜ばせ、彼が安心してデザインやストーリーを一任する理由となっている。谷、森木、渡辺によるメカニックデザインはMJP、地球、ウルガルの各陣営で明確にデザインを分けたいという元永の要望からであり、それぞれの動かし方も変える趣向が凝らされている。
『月刊ヒーローズ』との連動も企画当初から決定しており、放送開始に先行して連載が開始されている（詳細は#漫画を参照）。
2013年10月にニュータイプアニメアワード2013メカデザイン賞を受賞。
2016年には、完全新作の劇場版『劇場版マジェスティックプリンス 覚醒の遺伝子』（げきじょうばんマジェスティックプリンス かくせいのいでんし）が同年11月4日から2週間限定で公開することが発表された。公開に先駆け、同年7月から9月にかけてテレビアニメ全24話を「マジェスティックアワー」と称して毎週2話ずつ再放送した後、第24話から劇場版へ至る期間を補完する新作特別版（第25話「未来への翼」）を放送した。劇場版のサブタイトルについては、一般公募にて決定された。なお、特別版と劇場版のアニメーション制作は、動画工房に代わってセブン・アークス・ピクチャーズが担当している。

## ストーリー

### テレビアニメ版
地球暦2110年（新宇宙暦88年）。宇宙へ進出した地球人類に対して謎の勢力「ウルガル」が攻勢を開始したため、地球は滅亡の危機に陥る。これに対して全地球防衛軍「GDF」は、「遺伝子操作で戦闘に特化した人種を作り出す」という「MJP計画」によって生み出された少年少女5人組「チームラビッツ」を派遣艦隊の撤退戦用の盾として、最前線の木星圏へ向かわせた。最新の戦闘デバイス「アッシュ」に乗るチームラビッツは個々の能力に秀でているがチームワークが悪く、「ザンネン5」の別名を持つほどに演習では結果を残していなかった。しかしその初陣は撤退成功に加え、敵部隊も撃退するという予想外の結果に終わる。
こうして、GDFの対ウルガルの切り札としてさまざまな任務に赴くこととなったチームラビッツは、MJP計画の養成機関「グランツェーレ都市学園」を飛び級で卒業すると先輩の3人組「チームドーベルマン」の活躍する最前線へ駆り出されるが、そこでリーダーのヒタチ・イズルはウルガルと初の本格的な激戦を展開する「ケレス大戦」で迎えたとある敵機との一騎討ちの末、正体不明と聞かされていた敵機のパイロットが自分たちと同じ人間であることを知る。また、ウルガルから亡命してきた女性、テオーリアもチームラビッツの前に現れ、種として衰退期に入ったウルガルが地球人を作り出したことや、その強靭な遺伝子を獲得するために戦争を開始したことを明かすのだった。
ケレス大戦の終了後、広報任務や休息を経て次の戦いに備えるチームラビッツへ新メンバーのクロキ・アンジュが乗機と共に加わる。アンジュはチームラビッツの個々の特性を併せ持つ逸材ではあったが、アッシュへ搭乗して緊張が頂点に達すると性格が内向的から攻撃的へ一変して暴走するという難点も抱えていた。そんな中、任務中に重力異常宙域で立ち往生となったチームドーベルマンを救出へ向かったチームラビッツの前に、ケレス大戦でイズルと一騎討ちの末に撤退していった敵機が現れる。イズルは新たな形態へ変形した乗機で以前にも増して激しい戦いを繰り広げるが、それは彼にとってもアッシュにとっても諸刃の剣であった。

## 登場人物

### 特務機関MJP

#### チームラビッツ
もともとはMJP計画の養成機関「グランツェーレ都市学園」における、団体行動に適していないメンバー同士を再編成した5人組のチーム。個々の潜在能力は高いものの、協調性などに欠け成績が最悪であることから周囲には「ザンネン5」（ザンネンファイブ）と呼ばれているが、司令のシモンは彼らの生存防衛本能のレベルが高いことに着目し、「アッシュへの適性が一番高いメンバー」として特別視している。最前線のウンディーナ基地を防衛したことからマスコミに「マジェスティックプリンス」と報道され、この呼称が人類に定着していくこととなった。
当初は学生の身分のまま戦闘に参加していたが、学園を飛び級で卒業した後はMJP機関・特殊宇宙戦闘大隊・第十二作戦中隊・戦闘母艦ゴディニオン・第5分隊機動科へ所属。
中盤からアンジュが加入し6人のチーム体制になった。
ヒタチ・イズル
声 - 相葉裕樹
所属：MJP機関特殊宇宙戦闘大隊第十二作戦中隊 / 階級：少尉 / 年齢：16歳 / 趣味：漫画描き / 性格・特徴：ポジティブ、明朗快活、単純 / 認識番号：MS011-13-78
本作の主人公。チームのリーダーであり、レッド5のパイロット。ザンネン5としての異名は「ザンネンリーダー」。MJP計画の第三世代に当たる。グランツェーレ都市学園にてパイロット訓練を受けていたが、MJP司令官シモンによりアッシュのパイロットとして緊急招集され、少尉任官、最新鋭艦であるゴディニオンに配属、同じく最新鋭機であるレッド5のパイロットとなった。
ザンネン5のメンバーゆえに周囲からさまざまなことを言われていたが、そのような状況でも常に明るく前向きな行動を取る。しかし、深く考える前に反射で動くところがあり、チームの面々からよく突っ込まれている。
MJP計画により養成学校に入った時に記憶を消されており、「幼馴染」や「親への反抗」というワードに過剰反応する。
入寮した部屋でたまたま見つけた昔のコミック雑誌（『月刊ヒーローズ』）を見て大きな衝撃を受け、漫画を描くようになった（この時代、漫画はほぼ描くのも読むのもデジタルに移行していたが、イズルはそのことを知らず、コミック雑誌と一緒に見つけた漫画の描き方の通り手描きにこだわっており、使う道具も本格的）。ただし、その絵は下手で、内容も周囲からいい評価は得られていない。「ヒーローは負けたら80%の確率で修行をする」など、行動原理も漫画の受け売りが多い。泳げない。
15話でハーモニック・レベル（後述）が上がったまま下がらなくなった時には、態度が普段と大きく変わり一人称が俺になったり描いた漫画が面白くなるなどの変化が起きたが、ケイのケーキのショックで元に戻った。覚醒の影響は後の日常生活にも出始めており、プロジェリア症候群によく似たものが発症している。
劇中、テオーリアとは記憶が消される前になんらかの繋がりがあることが示唆されていたが、20話にてシモン司令とテオーリアのDNAを元に生み出されていることが明らかになる。同じシモンの遺伝子を共有するアサギとは遺伝子上の異母兄弟となり、彼を「お兄ちゃん」と呼ぶようになる。
集中力に秀でており、その特性は戦闘や日常で大きく顕現している。夢は漫画家かヒーローになること。
最終決戦では上記の症状もあって待機を命じられていたが、作戦中盤から出てきたジアートを抑えるために出撃する。戦いの最中で一時的にレッド5に取り込まれ、ジアートとの戦いに執着したが、チームの説得により正気に戻る。そして、レッド5の完全な制御方法を体得し、ジュリアシステムを真の姿へと変化させた。終盤でのスターローズとゲートの激突の余波と破片を受けたことで機体が半壊するが、自身も負傷するなかでジアートの追撃を受けつつも、レッド5の外装を囮にして虚を突いて勝利する。
アサギ・トシカズ
声 - 浅沼晋太郎
所属：MJP機関特殊宇宙戦闘大隊第十二作戦中隊 / 階級：少尉 / 年齢：17歳 / 趣味：盆栽 / 性格・特徴：生真面目、皮肉屋、あがり病、胃痛持ち / 認識番号：MS011-12-41
チームのフォワードであり、ブルー1のパイロット。異名は「ザンネンイケメン」。イズルたちと共にグランツェーレ都市学園にてチームへ所属しており、少尉任官と同時にゴディニオンに配属、最新鋭機であるブルー1のパイロットとなる。
パイロットとしての能力は極めて高く、実際の操縦技術に優れて戦闘に関する知識も豊富だが、精神面が弱く本来の力をなかなか発揮できない。また、高いプライドとよく回る頭が邪魔をしてチームや周囲の人間をやや下に見る傾向があり、コミュニケーションに問題がある。その上、チームでは自分がリーダーであると考えていたので、イズルがリーダーとなったことにわだかまりがある。緊張に弱く、戦闘中でも胃痛に悩まされるなど、胃薬が手放せない体質。仲間のことは昔も今も大切に思っており、チームを悪く言う相手には真っ先に手を出す激情家でもある。ケイのことを若干意識しており、そのケイがイズルに好意を抱いていることを察して少し思うところがある。
そのパイロット適性の高さから大きな戦いでは指揮も戦闘も十全にこなすも、本人は満足することはなくイズルなどへのコンプレックスを増大させていたが、物語後半、スズカゼへの相談を経て、イズルをエースパイロットと認め自身はサポートに徹することを決め、悩みが吹っ切れたことでハーモニック・レベルが大きく上昇した。その後、稼動テストのためレッド5に乗った際に起動してしまったことでイズルとの関係に疑問を抱き、シモンが遺伝子上の「父」であること、イズルと遺伝子上の異母兄弟にあたることを知る。そのことを切っ掛けにイズルに対して兄としての情や責任感が芽生えていくこととなった。
整備士のアンナと会話することが多く、その対応はかなり適確だが、自分より遥かに年下の彼女に自身の性格や失敗を慰められたり叱咤されることに負い目を感じている。
スターローズの自室には、リラックスのためのアロマグッズや観葉植物が多い。スターローズの個室が彼らにとって広すぎるため、彼の部屋には他のメンバーが揃って入り浸ることが多く、そのことに苛立ちを隠せない。私服の時は正方形を星型に重ねたチョーカーをしている。
夢はMJPの最新鋭機を操る優秀なパイロットとなること（後半、シモンから教官への道を勧められた時もパイロットでいることを望んだ）。
本編では描写されていないが、本編開始以前からアッシュ運用テストに参加しているという設定が存在する。この秘密テストによってグランツェーレ都市学園を一年間休学扱いとなっていたため、周囲からは落ちこぼれ扱いを受けたのが本人にとっては大きな苦痛の種となった。
クギミヤ・ケイ
声 - 日笠陽子
所属：MJP機関特殊宇宙戦闘大隊第十二作戦中隊 / 階級：少尉 / 年齢：16歳 / 趣味：お菓子作り / 性格・特徴：冷静、理知的、味覚音痴 / 認識番号：MS011-13-26
チームのコントロールであり、パープル2のパイロット。異名は「ザンネンパティシエ」。通常のレーダーでは捉えきれない特殊電波をキャッチできるほどの聴覚と空間把握能力を持つ。広域戦術警戒管制型機体であるパープル2に搭乗、その優秀な索敵能力と計算能力を生かしてチームのコントロール役として、戦闘区域内の状況把握と分析、指揮機からの命令に従って味方機の管制と最適なフォーメーションの指示を行う。
チームの中では比較的冷静で、感情よりも理性で動こうとしているが、噛み合わないメンバーだらけで冷静になり切れない時もある。チームメイト相手にはすぐ手が出たり毒舌家な一面もある。
趣味はお菓子作りだがどういったレシピを参考にしているか不明（一応レシピ本を所持しているが実際に参考にしているかは不明）で、砂糖100%の味付けと鮮やかすぎる色彩が基本となっている。本人はその味に問題を感じていない模様で、他の人間が甘すぎて不味いというのに疑問を感じており、実際にアンジュが作ったケーキなどは「甘くない」と言い放つほどの味覚音痴。スイーツに関しては食べることにも目がなく、普段の食事もパフェなどの甘い物で済ませている超甘党。
相談に乗ってくれたり窮地を救ってくれたイズルには思う所があり、話を進めるごとに彼へ好意を強めていくが、その一方でテオーリアに思いを寄せる彼の姿を見て複雑な感情を抱く。また、チームで年下のタマキと接する際は姉のような包容力を見せることもある。
異常なほどの聴覚を持つため、日常生活ではヘッドフォンを付けてある程度の音を遮断していることもある。元来、人と喋ることが苦手でもあり、他人の音を聞かないように、静かな場所で孤独に過ごすのを好んでいたが、ラビッツのメンバーとの関わりの中で人付き合いを学んでいった。
細身のスタイルだがバストに恵まれていないことを気にしており、パチスロではシャワーで隣り合ったタマキの巨乳を見て溜息をつくシーンがある。
イリエ・タマキ
声 - 井口裕香
所属：MJP機関特殊宇宙戦闘大隊第十二作戦中隊 / 階級：少尉 / 年齢：15歳 / 趣味：恋愛情報収集 / 性格・特徴：スピード狂、おおらか、惚れっぽい / 認識番号：MS011-12-04
チームのブースターであり、ローズ3のパイロット。異名は「天然系恋愛ザンネン」。他のアッシュよりも圧倒的に巨大なブースターを装着したローズ3に搭乗。スピード狂で動体視力が良く、Gに対する耐性も強いので、加速力の優れた機体で敵陣に突入、一撃離脱で撹乱する戦法を得意とする。戦闘時の連携は当初苦手だったが徐々に改善していく。
小柄で幼い容姿に、「だ」が「ら」になってしまう舌っ足らずな喋り方など子供っぽいが、胸の発育は非常に良い。よく言えば天真爛漫で大らかだが、あまり細かいことを考えず、本能で動いている所もある。そのためか、時々核心を突くような発言をすることもある。人間関係の希薄さを埋めようとするためか恋愛に憧れていて、少しでも異性から好意を向けられたりイケメンを見かけるとすぐに告白する。しかし、相手と仲良くなる前にまず告白なので、それが実ったことは無い。その相手はイケメンなら誰でも良いらしく、敵であるジアートの映像に対しても惚れてしまっていた。チームの男子たちへの態度はごく普通であるものの、美形とは程遠い自身のピットクルーの容姿には不満の声を漏らしている。グランツェーレ都市学園在籍時は、教室の机の中に恋愛の指南本（男性向け）を隠しており、恋愛に関することだけはかなり勉強した。しかし、性知識自体は皆無で、男女の身体が絡み合う様子をプロレスと勘違いするほど。パチスロではダニールに告白するミッションが設けられている。
前述のように惚れっぽい性格である一方で、パトリックの自分への恋心を理解していなかったが、彼の死後にプレゼントとして届けられた塩辛でそのことに気づき、皆の前では明るく振る舞ってその塩辛を食べるも、ケイに対しては後悔と悲しみを吐露していた。そしてオペレーション・ヘブンズゲートでルティエルをパトリックの仇としてアサギの命令を無視して追い回し、結果的に彼女を撃破した。
好物は白ごはんと塩辛。白ごはんだけでなく、お好み焼きに塩辛をのせて食べるシーンも見られた。他にも渋い趣味の和食系が好み。散らかし魔。
スルガ・アタル
声 - 池田純矢
所属：MJP機関特殊宇宙戦闘大隊第十二作戦中隊 / 階級：少尉 / 年齢：16歳 / 趣味：銃弄り、兵器スペック暗記 / 性格・特徴：陽気、軍事マニア、絶対記憶 / 認識番号：MS011-13-88
チームのガンナーであり、ゴールド4のパイロット。異名は「おしゃべりザンネンスナイパー」。遠距離射撃が得意で、一部の記憶力がずば抜けている。猫を連想させる髪型と眼鏡を掛けているのが特徴。他のメンバーと共にゴディニオンに配属になり遠距離支援砲撃型機体であるゴールド4に搭乗、的確な砲撃支援によって前衛の攻撃を援護する。
重度のミリタリーオタクのため、兵器のスペックや具体的な能力にも詳しく、射撃全般において卓越した技量を持っており、訓練よりも実戦の方が冷静で優秀な能力を発揮する。性格は陽気かつ軟派で、食堂のお姉さん（ナトリ・シオン）を始めとして美人と見ればすぐ口説くが、口説き文句が過去の銃になぞらえているため、言われている相手はほぼ理解不能。それ以外の場面でも薀蓄を語り出すと周りが見えなくなる傾向がある。ただし、かなりの純情かつ臆病で、ポルノ動画をまともに見られないという部分も持つ。
学園時代は戦闘にて軽率なアサギと馬が合わず、衝突することも多かったが、アサギの余裕が出てからは関係も大きく改善された。
記憶力の良さから消されたはずの記憶を一部覚えているのか、そのことに関して考察する思慮深さもあり、自身たちの境遇に対して諦観めいた言葉を零す場面も見られる。思慮の深さは戦闘中でも顕現しており、メンバーがパニックになっている場面でも援護射撃を確実に行ったりしている。ケレス大戦では指示に対する行動、武器換装の指示を的確に行っている。
カレーが大好物だが本格よりレトルトの味を好む。
クロキ・アンジュ
声 - 渡辺明乃
所属：MJP機関特殊宇宙戦闘大隊第十二作戦中隊 / 階級：少尉 / 年齢：15歳 / 趣味：不明 / 性格・特徴：二重人格 / 認識番号：MS012-21-17
6人目のラビッツであり、ブラック6のパイロット。異名は「人格ザンネンルーキー」。イズルたちの後輩として、グランツェーレ都市学園からチームラビッツに配属され新任少尉。中性的な外見で現在は性別不明。普段はおとなしく控えめ、内向的で何でもそつなくこなし、運動能力や戦闘能力もイズルたちよりも上である。しかしチームプレイに馴染めず協調性に欠けているので、独断専行する場面が多い（学園にいる生徒たちの典型例と言われている）。また、アッシュに乗り戦闘を行うと人格が豹変し、攻撃的で罵詈雑言を吐きまくる。
イズルたち5人の特性を一人で併せ持ちお菓子作りや料理にも長けているが、別にそれらが趣味ではなく基礎教養として身につけているだけである。大抵のことはできるが、特に趣味らしい趣味は無く平素は娯楽にも特に興味は示さない。
当初は性格面の問題もあり、チームラビッツの中でも浮いた存在だったが、次第に親交を深めていき、仲間として馴染んでいく。芽生えた仲間意識は凶暴化しても健在であり、ルティエルとの死闘ではアサギ・タマキと見事な連携を発揮して撃破に貢献した。
従来のジュリアシステムを否定し、アッシュの人格も含めて内包させることにより戦闘力の強化を図ったため、「アンチ・ジュリアシステム」から取って「アンジュ」と名付けられた。ただし、この説について真偽のほどは不明である。

#### チームドーベルマン
チームラビッツの先輩チーム。チームラビッツと同じく「MJP計画」によって生み出された第二世代である。所属はMJP機関特殊宇宙戦闘大隊第十一作戦中隊。最前線でのデータ収集任務を主とし、アグレッサー役なども担当する。学園に所属していた時や最前線においても凄まじいほどの成果を挙げていたが、チームが日常的に漫才のような行動を繰り広げているため、「マンザイスリー」「ガッカリスリー」「トリオ・ザ・ドーベルマン」とも呼ばれる。実力は本物であり、ケレス大戦では、敵戦艦の電磁装甲を利用して乗機・ライノスの荷電粒子ビームを曲げて背後の敵を撃破するなど、「人間業じゃない」とスルガが評するほどの芸当を見せる。
ランディ・マクスウエル
声 - 勝杏里
所属：MJP機関特殊宇宙戦闘大隊第十一作戦中隊 / 階級：大尉 / 年齢：23歳 / 趣味：映像観賞、通販、ナンパ / 性格・特徴：豪放磊落、後輩思い、自信家 / 認識番号：MH108-11-16
チームのリーダー。チームのお調子者担当であり、自他ともに認める「ガッカリな人」。赤髪のアメリカ系の青年。パイロットスーツのカラーは緑色。
おちゃらけた言動に似合わず戦闘では極めて優秀。戦闘から生きて帰ることを大切に思っており、周囲の評価で悩み、目標であるヒーローになれないのではと考えるイズルにヒーローの仕事（決断すること・諦めないこと・仲間を信じること）を教えた。また、その時にイズルにポルノ動画を貸したり、アッシュの操縦についての助言を与えた上でライノスに蓄積された戦闘データを彼に渡すなど、先輩らしい行動を見せる。その一方で女好きであり、好みの女性をナンパしたり、メンバーや後輩を巻き込んでポルノ動画鑑賞会を開くような面も持っている。好みのタイプは年上のキツめの性格の女性。出身は月で、それ故かグランツェーレ都市学園に来るまで自転車を見たことが無く、今でも乗れない。
戦場で活躍を見せるチームラビッツを見守りつつ、その成長を喜んでいるが、同時に彼らに頼らざるを得ないことに負い目を感じてもいる。
ゲートの超長距離強行偵察任務（オペレーション・イーグルランデッド）において、帰還時に木星軌道でルティエル部隊の襲撃に遭い、自ら囮役を務める。その後、機体を損傷しながらも包囲網を突破するが、その時点で瀕死の重傷を負っており、残された時間でチャンドラを逃がすために奮闘し、最後はウルガルの大型艦に特攻し戦死する（この特攻による爆発と敵の電磁装甲の展開によってゴディニオンに位置が特定され、ゴディニオンの狙撃の手助けとなってチャンドラを救っている）。
ラケシュ・チャンドラセカール
声 - 藤原祐規
所属：MJP機関特殊宇宙戦闘大隊第十一作戦中隊 / 階級：大尉 / 年齢：23歳 / 趣味：数学パズル、料理 / 性格・特徴：生真面目、理知的、一途 / 認識番号：MH108-11-05
チームの参謀格であり、サブリーダー。通称「チャンドラ」。褐色の肌と一房括った黒髪が特徴のインド系の青年。パイロットスーツのカラーはオレンジ色。
ランディへの突っ込み役を自認しており、ランディのボケとチャンドラの突っ込み、そしてパトリックのボケ殺しが「マンザイスリー」の由来だが、本人はランディのせいだと思っており、その認識は薄い。また、彼自身も自覚なくズレた発言をしていることがある。
クールで生真面目、堅物であるため、お調子者のランディに対して厳しい態度を取ることが多いが、内心では彼のことをリーダーとして信頼してもいる。高い戦術分析能力を持ち、戦闘においてはチームのコントロール役も務める。幼い頃に親が決めた婚約者がおり、チャンドラ自身も彼女にべた惚れしている。
オペレーション・イーグルランデッドにおいて、帰還時にルティエルの追撃に遭い、パトリックを逃がすために決死で戦うも、乗機の四肢を切断された挙句、パトリックの方が先に戦死することとなってしまう。絶体絶命の窮地の中、合流したランディから任務の遂行を託され、彼が最期に退路を開いてくれたことで、ゲートの情報を届けるべくゴディニオンに帰還。チームドーベルマン唯一の生還者となる。
最終決戦では量産型アッシュ部隊を率いて後詰めとして参戦。アンジュと共闘し、チームラビッツの援護を行う。チームメイトを守れなかったゆえの悲痛な思いを抱えており、イズルとケイが危機に晒された際はアンジュと共に場を受け持ち、アサギたちに2人を助けに行くよう促した。
パトリック・ホイル
声 - 村瀬歩
所属：MJP機関特殊宇宙戦闘大隊第十一作戦中隊 / 階級：中尉 / 年齢：22歳 / 趣味：利き紅茶、読書 / 性格・特徴：おっとり、天然、お坊ちゃん / 認識番号：MI002-01-67
チームドーベルマンの後輩枠であり、実際にランディとチャンドラより一学年下。イギリス系の金髪の青年。パイロットスーツのカラーは水色。
おっとりとした良いところのおぼっちゃんという雰囲気があり、天然で割と場の空気を読まない発言が多い。また、ランディとチャンドラの漫才会話に本気で心配して仲介役のつもりで介入し、天然のボケ殺しで会話を折ることもある。
戦闘では前衛のランディ、後衛のチャンドラに対し、遊撃的なポジションで両方のサポートを行う。補給艦での任務以降、タマキに好意を抱くようになり、彼女のことになると戦闘のやる気に影響が出たり、周りが見えなくなりがちなほどだったが、タマキ本人には伝わらずにいた。
オペレーション・イーグルランデッドにおいて、帰還時にルティエルの追撃に遭い、先輩たちの援護を受けてゴディニオンが確認できる距離まで辿り着くが、直後に追いついてきたルティエルによって乗機を真っ二つにされ、戦死する。
生前はタマキに告白できなかったが、彼女にプレゼントするつもりだった塩辛が後にチャンドラによってタマキに届けられ、それと共に想いに気づいてもらうことができた。

#### チームフォーン / フォックス
「チームフォーン」はテレビシリーズ特別版（第25話「未来への翼」）で初登場し、劇場版から本格的に物語に関わるチーム。チームラビッツの後輩にあたる。
劇場版ではチャンドラと、パトリックの双子の姉・パトリシアを加えて「チームフォックス」として再編成される。
セイ・ユズリハ
声 - 斉藤壮馬
クリス・ソルフェリーノ
声 - 代永翼
ユイ・マガリャネス
声 - 雨宮天
アン・メディクム
声 - 鈴木愛奈

パトリシア・ホイル
声 - 三瓶由布子
劇場版から登場。パトリックの双子の姉で、容姿は瓜二つ。

#### 司令部
シモン・ガトゥ
声 - 東地宏樹
所属：MJP司令部 / 階級：大佐 / 年齢：不明 / 趣味：不明 / 性格・特徴：無口・厳格 / 認識番号：MA001-01-12
MJPの司令官。アッシュの基本システムであるジュリアシステムや、深宇宙開発用機体を改良した戦闘デバイスと母艦の開発、専用パイロットの育成などの全てに関わっている。過去の事件によって重傷を負い、補助装置を組み込んだ金属製のゴーグルと杖が手放せなくなっている。チームラビッツの適性に着目し、彼らに対してあらゆる方面で便宜を図っているが、実戦経験皆無のチームラビッツの初陣に撤退戦を命じたり、敵補給部隊の奇襲作戦へ戦闘経験のあるチームドーベルマンを救援に向かわせるなど、独自の思惑を持っている。既婚者。
物語中盤、レッド5のデータからイズルがジアートと接触したことや、ジアートがイズルを狩りの獲物と認めたことを知り、チームラビッツに戦うための覚悟を決めさせるためにアッシュをはじめウルガル関連の極秘事項を彼らへ開示した。
MJP機関に自身のDNAを提供しており、彼のDNAはイズルとアサギに使用されているため、遺伝上は彼らの「父親」である。そのためか、ヴェスタ基地防衛戦後には2人に教官になることを提案したこともあった。
オペレーション・ヘブンズゲートにおいて、GDF司令長官ゾリグより指揮権を移譲され、地球側艦隊の総指揮官となり、母艦となったスターローズで指揮を執る。作戦終盤でスターローズと共にゲートへの特攻を試みるが、ゲートとの衝突直前にテオーリアによって救出され、生還を果たすこととなった。
HEROS漫画版によると、かつて「空の智将」と謳われたとのこと。
スズカゼ・リン
声 - 沢城みゆき
所属：MJP機関特殊宇宙戦闘大隊第十二作戦中隊 / 階級：少佐 / 年齢：28歳 / 趣味：利き酒、無重力ダンス、小型艇操縦 / 性格・特徴：面倒見がいい、苦労性、泣き上戸 / 認識番号：MD481-54-78
現ゴディニオン艦長。MJP機関のパイロット養成学校である総合特殊作戦学校の教員で、チームラビッツやチームドーベルマンも担当していた。チームラビッツの飛び級卒業・実戦配備に伴い、専用戦闘艦であるゴディニオンの艦長に転属。よく鞭を持ち歩いている。また、棒付きキャンディーを多数常備しており、激励や労いとしてチームラビッツに与えるほか、ストレスを感じたときに舐めることが多い。
GDFのパイロット時代（当時20歳）にウルガルとの初戦闘を行い、激闘の末その時のチームでの唯一の生還者となる。その際に多大なる戦果を挙げるも、半壊した機体で宇宙を漂いすぎたため、健康上の問題からパイロットであることを辞めざるを得なくなり、シモンにMJPの教官着任を命じられた過去を持つ。MJP計画によって生み出された生徒たちを戦場に送り出すことに抵抗を感じていたが、「自分の経験を活かし少しでも生き延びる術を教えればいい」とレイカから助言を受けた。チームラビッツには彼らの出自からも責任感や親心を抱いており、命令とはいえ物語序盤の戦いでイズルを見捨てようとした際には罪悪感すら感じている。そうした背景からメンバーの問題やチームの運用方法についても悩みが尽きない。
幼馴染で同期のレイカからは「リンリン」と呼ばれる。酔うと泣き上戸になり、普段は心中に秘めている弱音をレイカの前で吐露してしまう。両親は早くに他界しており、士官学校時代は人見知りが激しかった。
上官であるシモンに対しては畏敬とも呼べる感情を持っている。また、彼同様にウルガルが人型の生命体であることを知っている。
テオーリア
声 - 伊藤静
ウルガルから亡命してきた少女。銀髪で色白。ジアートの妹（プレ・エグゼシア）。ウルガルでは高い地位を有する貴族（皇女）でありながら母親共々「狩り」への反対派だったため、母から密命を受けて地球へ亡命し、ウルガルの侵攻作戦やアッシュの基礎技術の情報をもたらした。その後、MJP機関に技術顧問的立場で協力している。記憶を消される前のイズルとは親しい仲であり、彼から必ず守ることを誓われた過去がある。
ウルガルとの全面戦争は望んでいないため、情報提供だけを行っている。情報をもたらすために地球に来たが、逆に地球人から教わったことが多く、本能に素直なウルガル人にはない感謝や人を思いやる気持ちに心を打たれたとも語っている。
MJP機関に自身のDNAを提供しており、彼女のDNAはイズルに使用されているため、遺伝上は彼の「母親」である。物語終盤、ジアートからの連絡を無視し、自身も機体に乗って戦う決意を固め、オペレーション・ヘブンズゲートへの参加を表明する。彼女の参戦とアッシュに関する情報開示が決め手となり、地球圏の全戦力を結集した大艦隊が組織された。
ダニール
声 - 鈴木千尋
テオーリアに付き従う執事兼ボディガードであり監視役でもある。テオーリア共々絵本という物が珍しいと感じており、架空の物語を楽しむことが理解できない。また、テオーリア同様にイズルを知っている。格闘術に秀でているだけでなく、身体そのものも特殊な改造を受けた強化人間であり、火星表面で損壊した戦艦内部でも生身で活動するシーンがある。
テオーリアと共にウルガルと戦う覚悟を抱き、最終決戦では自らも機動兵器を持ち出して参戦する。出自は皇族であるテオーリアに仕えていることから、ルメスと同じ一族であると推測される。搭乗機体のカラーリングもルメスと共通している。

#### ゴディニオンのクルー
ジークフリート・フォン・ヴェスターナッハ
声 - 野島裕史
所属：MJP機関特殊宇宙戦闘大隊第十二作戦中隊 / 階級：中尉 / 趣味：スポーツ一般、プログラミング / 性格・特徴：生真面目、理論派、心配性 / 認識番号：MF701-41-65
黒髪イケメンのブリッジクルー。通信士。拡大EUのドイツ地方出身で、ドレスデンの軍学校で教育を受け、GDF統合航空宇宙軍学校へ入学。優秀な士官候補生として本国でも期待されていたが、MJPにスカウトされて卒業と同時にMJPへ入る。仕事と犬が大好きで、非番時でも仕事をしているか、筋力トレーニングをしている。腐れ縁のジュリアーノのことを何かと気にしており、ブリッジ以外でも2人で行動を共にすることが多い。
ジュリアーノ・ヴィスコンティ
声 - 鳥海浩輔
所属：MJP機関特殊宇宙戦闘大隊第十二作戦中隊 / 階級：中尉 / 趣味：料理、バカンス / 性格・特徴：楽観主義、享楽家 / 認識番号：MF701-41-60
金髪イケメンのブリッジクルー。通信士。拡大EUのリヴォルノ軍学校からGDF統合航空宇宙軍学校に入学。気まぐれだが天才肌で、軍学校始まって以来の天才と賞賛されていた。ただし、素行不良で、ジークフリートがもみ消さなかったら放校処分になっていた可能性がある過去を持つ。猫と女性と酒と料理が大好き。射撃の成績はC判定とあまり良くない。タマキを「子猫ちゃん」と呼んだりデートを餌として操ったりと、彼女のやる気を引き出すことにも長けている。
西園寺 レイカ（さいおんじ レイカ）
声 - 大原さやか
整備士長。作業着の胸元を開けて巨乳を肌蹴させた服装と気風の良い性格で、女性であるにもかかわらず部下たちからは、「おやっさん」と呼ばれている。酒豪かつ男勝りの豪快な人柄である一方、女性らしい細やかな心遣いも忘れない。京都に本社がある製薬会社「西園寺製薬」（アサギの飲んでいる胃薬の製造元で、MJPのスポンサーの1つ）の跡取り娘だが、製薬や経営よりも機械工学に興味を持ってMJPの研究施設へ入り、ゴディニオンやアッシュの開発に協力する。その腕を買われ、ゴディニオンの整備長になった。実家からは現在の仕事を反対されている。場合によってはゴディニオンのブリッジへ入り、アッシュの監視も担当する。
スズカゼとは幼馴染で同じ小学校に通い、後には彼女やルーラと兵学校の同期となった。スズカゼのパイロット時代は彼女の機体を整備していた。
シモンやスズカゼほどではないが、ウルガルの正体についてある程度把握している節がある。
ルーラ・チャン
声 - 藤堂真衣
軍医。スズカゼ、レイカの同期。チームラビッツのハーモニック・レベルの推移を注意深く検査しており、人体にアッシュが与える影響についての考察を行う。医者としての立場からチームラビッツたちパイロットの健康面での安全を守っている。
ナトリ・シオン
声 - ブリドカットセーラ恵美
三角頭巾とエプロンを着け、ゴディニオンの食堂で働いている眼鏡の女性。
放送開始時点では本名が設定されておらず「食堂のお姉さん」と表記されていたが、インターネットラジオ『MJPザンネンラジオ』での公募によって名前が決定された。名前の由来は食物や栄養学を意味する「nutrition（ニュートリション）」から。チームラビッツが学園を卒業した直後、人手不足により彼らの後を追うようにスターローズへ配置転換された。オペレーション・ヘブンズゲートではゴディニオンに乗艦しており、ブリッジメンバーにおむすびを差し入れた。
チームラビッツの面々と朗らかに会話するサバサバした快活な性格だが、イケメンすぎる男性には気恥ずかしくて会話するのは苦手。よくスルガにちょっかいを出されている。
山田 ペコ（やまだ ペコ）
声 - 東山奈央
チームラビッツのマネージメントや日常生活の管理を担当する広報官。階級は中尉。目は切り揃えられた前髪で隠れており、後ろ髪の「山」の形をした3本のアホ毛が特徴（最終話にて前髪に隠されていた素顔が一瞬だけ披露された）。いつもハイネックの白いセーターの上に赤い丹前を着込み、雪駄を履く。東北弁のような口調で喋る。
仕事用自動車「ポコ」を所持している。普段は自動運転に任せており、時間がない時などはマニュアルに切り替えて運転するが、その運転はかなり荒い。
チームラビッツのメンバーのことを大切に思っており、随所でその心遣いが見られる。
ナオミ
声 - 明坂聡美
看護師。チームラビッツの検査を行うルーラを手伝っている。ケイのケーキを食べて心肺停止状態に陥ったイズルを即座に蘇生させるなど、看護師としての腕は優秀。

##### ピット艦のクルー
イズルのピットクルー
レッド5の整備士チーム。全員他人だが擬似家族のようなメンバー。5人のチームだが名前が不明のクルーが二人いる。
ダン / ダニエル・エイドリアン・クリストフ・エマール・バルリング・ブレンドレル・サトウ
声 - 近藤隆
平凡な見かけの割には色々な経済圏と繋がる家系図を持っている。堅実な腕を持つ整備士で比較的常識人。マユに兄と言われる度に少し思うところがあるような反応を見せる。
マユ / マユ・カリオペ・キタニ
声 - 日高里菜
MJP本部が存在する富良野出身で、親もMJP職員。直観力に優れ、機械の故障原因を把握するのが素早い。明るい性格であり、イズルを「イズルっち」、「イーちゃん」、「イズぴょん」といったあだ名で呼ぶ。実家から離れて長いため、ダンを兄、デガワを父親のように慕っている。
デガワ / デガワ・シンジ
声 - 蓮岳大
メカニックの中では力仕事が得意で、ダンとマユのサポート役に回ることが多い。趣味は俳句だが、書き上げたものは季語が無いため、川柳になることが多い。しかもその俳句で会話をするため、マユやダンはそれをスルーするようにイズルにアドバイスしている。
アサギのピットクルー
ブルー1の整備士チーム。親子三代の実の家族。
アンナ
声 - 日高里菜
9歳の少女。メカニックの親を持ち、生まれた時からアッシュをおもちゃ代わりに育ったため、子供ながらメカニックをやっている。その技術は既に大人顔負けで子ども扱いされることを嫌う。アサギの脛を工具で殴打するほど気が強い上に口が悪く（マテオ曰く「祖母に似てしまった」）、彼を叱咤することもたまにある。しかし、それは彼を心配しての行動であり、根は優しく、アサギへ気遣いのお礼と称してプレゼントを贈ったり、落ち込んでる時に励ましたりもする。また、ウインドウショッピングで高級工具に目を輝かせてしまう職業病なところがある。怪力の持ち主。ブルー1を「ブルーいち」、パープル2を「パープルに」と呼んでいる。
オペレーション・ヘブンズゲートを前に、彼女の身を案じた家族によってスターローズから地上に降ろされるはずだったが、ゴディニオンに乗艦し皆の帰りを待つことを選んだ。
ディエゴ
声 - 小田柿悠太
アンナの父でマテオの娘婿。職人気質で頑固なマテオに対し、理論派でやや気が弱い。しかし、アッシュには詳しく特に電装系に強い。娘と仲良くなっているアサギに親として複雑な気持ちを持っている。
マテオ
声 - 山岸治雄
アンナの祖父でMJPに若い時から関わっている大ベテラン。アッシュにも精通しており、特に機械構造関連のエキスパートで、レイカの片腕的存在。休日にアンナの面倒を見てくれたアサギを評価し、彼を婿にしようかと考えている。甘いもの好き。
ケイのピットクルー
パープル2の整備士チーム。セクシーな美人揃い。ケイを妹のように可愛がっている。
イリーナ
声 - 藤堂真衣
パープル2整備士チームのリーダー格で、整備の腕はレイカ譲り。レイカを慕っており、自分もそんな風になりたいと考えている。パイロットのケイを「お嬢」と呼んで、何かとおもちゃにする。チーム1の巨乳だが、レイカには負ける。
ジェーン
声 - 東山奈央
メイクアップアーティスト志望からメカニックに転属した変わり種。機体のカラーリングやパーソナルマークのデザインなども手掛ける。
ロナ
声 - 雨宮天
ファッションデザイナー志望だったが、親がMJP関連だったのでそちらの学校に進学し、パイロットスーツのデザインを手掛け、そのままメカニックになった。ファッションにはうるさく、流行を常に追い求める。
マリー
声 - 山下百合恵（テレビ版） / 佐藤実季（劇場版）
社交派で噂好き。特に流行のスイーツにはうるさい。それもあってか、ケイのお菓子にはいつか文句が言いたいと思っている。
タマキのピットクルー
ローズ3の整備士チーム。全員かなりの肥満体型の巨体でサングラスをかけ容姿が似ているが兄弟ではない。ギークなオタクでもある。職人気質で仕事に関しては極めて真面目。
シンイチロウ
声 - 藤原貴弘
長男。紺色のサングラスを掛けている。髪は兄弟の中で唯一金髪に染めている。
シンジロウ
声 - 藤原貴弘
次男。丸い小さなサングラスを掛けている。髪型はシンイチロウと似た感じだが、色は黒。
シンザブロウ
声 - 藤原貴弘
三男。四角いサングラスを掛けている。また、髪をちょんまげのように後ろで縛っている。
スルガのピットクルー
ゴールド4の整備士チーム。筋骨隆々の男性三人組。「筋肉の教え」という哲学を持っている。
ヒデユキ / ヒデユキ・ヴァルナー・ミナミ
声 - 藤原貴弘
肉体派で一見脳筋に見えるが、中身も脳筋で、世の中の全ての事柄は武器と筋肉で解決すると考えている。それでも一応は状況判断と決断力に優れ、ゴールド4整備士のリーダー格。ウインタースポーツが得意で、インストラクターの資格を持っている。コンピュータには弱くローズ3のピットクルーに応援を要請することも。
ノリタダ / ノリタダ・ドゥダン・ウェスト
声 - 中西としはる
肉体派で脳筋。3人の中で最も筋トレに積極的で、色々な筋トレ機材を購入しては破壊し、その耐久性の無さに悩む日々を送る。見かけによらず意外とインテリで、大学で材料工学を専攻していたが、結局は物事を筋肉で解決する。
タカシ / タカシ・ベルジャーヤ・パンターノ
声 - 前田淳
肉体派。現場から叩き上げの整備士で、スパナで叩いて出た音で金属疲労の度合いが判断できる特技を持つ。ノリタダと上腕二頭筋の太さを競っているが、負けっぱなしなのが目下の悩み。

#### グランツェーレ都市学園
スギタ
声 - 杉田智和
第25話から登場。教官の男性。スズカゼとは同期。

### 全地球防衛軍GDF
アマネ・ハヅキ
声 - 浅野真澄
所属：GDF統合国防総省統合参謀本部 / 階級：大尉（後に大佐） / 年齢：26歳 / 趣味：カクテル作り、旅行、食べ歩き / 性格・特徴：心配性、思慮深い
GDF統合参謀本部の情報士官で、GDF長官直属の最高軍事顧問の一員として情報収集と作戦立案を行っている。コミネの直属の部下。本来作戦指揮権を持たない立場だが上官のコミネが人事権を発動して長官代理となったため、実戦部隊に加わることになる。アッシュの力を求める経済機構や軍本部の腐敗に悩んでおり、子供の人生を奪うMJP計画にも少なからず疑問を抱いている。参謀としてはケレス大戦の作戦立案を主導するほど有能だが、コミネに振り回されており本来の能力は十分に発揮できていなかった。しかし、作戦立案の功績やGDFの人材不足などさまざまな理由から、わずか1日で大尉から大佐へと異例の昇進を果たし、同時に参謀本部付から特殊宇宙戦闘大隊に異動した。物語中盤、アッシュの技術などについてスズカゼから情報開示される。オペレーション・ヘブンズゲート立案時には総参謀となった。
スズカゼとは兵学校の後輩で、レイカやルーラと4人でたびたび女子会をするほど仲が良い。昔はレイカからは「アマちゃん」と呼ばれていたが、現在は呼び捨て。本人も3人相手の時は敬語を遣っていたが、現在は普通の口調になっている。
本放送設定での役名は「アマネ」だけだったが、『MJPザンネンラジオ』第17回でゲストの浅野を交えフルネームとザンネンな性格が考慮され採用されることとなった。ザンネンな性格は「睡眠時の寝相が悪く、脱ぎ癖がある」こと。
コミネ・ダイ
声 - 中西としはる
統合参謀本部参謀次長。階級は大佐。人類の平和や信念のためではなく、自身の手柄を得るためだけに戦場へ赴く典型的な無能軍人。露呈した自身の無能ぶりをチームラビッツや周囲に転嫁したり、アマネの立てた作戦を自分の手柄として奪うなど、能力が高くない割にプライドは高い。また、チームラビッツやチームドーベルマンについても戦争で使い捨てる道具としか見ていない。そういった理由から、ケイには髪型と併せて「潰れたシュークリーム（潰シュー）」と酷評されている。なお、妻帯者である。
オペレーション・ナイトブロウで実戦の指揮を執るが、奇襲を仕掛けた相手が補給艦ではなくウルガルの精鋭部隊（ドルガナ隊）と判明しても作戦続行を貫き、チームラビッツを全滅一歩手前に追い込んだ。ケレス大戦では、先制攻撃を受けて功を焦り作戦前倒しを決行、フルチャージ前に戦術重レーザー照射装置を発射させたことで目標を破壊できずに戦況を長引かせ、ウルガルの圧倒的な攻撃速度に対応できず後手に回り、終戦後には戦術重レーザー照射装置を破壊された責任を上層部に押し付けあったりしている。ケレス大戦以降は影が薄く、出番も少ない。休日の趣味は釣り。
ゾリグ
声 - 蓮岳大
環太平洋アジア連合の防衛相であり、GDFを統括する司令長官。階級は元帥。GDFの最高責任者だが同時に環太平洋アジア連合全体のことにも気を回しており戦争と利権の板ばさみに悩んでいる。MJP計画のDNA改造が他の経済圏から非難されることを恐れている。オペレーション・ヘブンズゲートにおいて指揮権をシモンに委譲する。
シラト
声 - 小田柿悠太
統合軍外惑星方面軍の士官。階級は中尉。軍本部における良識派で、軍の腐敗に悩むアマネを慰めている。
ジョン・スミス
声 - 志賀麻登佳
統合軍外惑星方面軍の士官。階級は大尉。作戦指揮をとることもある。
コン・ナツミ
声 - 昆夏美
統合軍の広報官。階級は中尉。12話のケイ・タマキの広報活動の際に、タマキの衣装に軍服を見立てた。
本作のOPテーマ・挿入歌を担当する昆がゲスト出演。

### その他
ツダ・トウマ
Web小説『はじまりの少女、約束の螺旋』に登場。超長距離探査船「テルス」のクルーの一員として外宇宙探査を続けていた。2年の旅の果てにウルガルの移動要塞に辿り着きそこでエグゼシアであるオーレリアと出会う。オーレリアの付き人であったダージに容姿が似ており、それをきっかけに彼女と親交が生まれ、これからの地球に起こる運命を知り、さらにウルガルで起きたクーデターに巻き込まれることになる。最終的にジアートによって殺され、地球救済をオーレリアに託す。両親は既に死亡しており家族は地球に残してきた妹のみ。

### 汎銀河統一帝国ウルガル

#### 皇族
ジアート
声 - 緑川光
ウルガルのプレ・エグゼス（第二皇子）。皇帝であるガルキエの腹違いの弟。外見は銀髪の美青年。母親は幽閉されている。兄を強く崇拝しており、他の人間の言葉は聞かない。好戦的な性格で本能には忠実な一面を持っており、作戦会議を放棄して狩りに勤しむ、戦いに水を差した僚機を破壊する、ガルキエの侍女にそれと知っていて肉体関係を持つなど、ウルガル内部で独自の立場を貫く（ルティエルから「『マナーヴァ（自由意思）』そのもの」と呼ばれている）。ただし、単なる戦闘狂というわけではなく、戦闘（狩り）において一種の哲学を持っていたり戦術において先を見通した策を考えたりなど、こと戦うことに関して大きな視野を持っている。弱い敵を相手に蹂躙するのは全くの無駄と考えており、強敵がいない戦場には参加しない。例え出撃しても面白くなければ勝手に離脱する。
妹であるテオーリアに執着しており、ルメスから情報を得る前から彼女が地球にいるのではないかと考えていた。
ラダを退けたチームラビッツに興味を抱き、親衛隊を伴って出撃した際には自分に唯一反撃したレッド5を倒すべき獲物として付け狙う。最終決戦ではイズルのレッド5と死闘を繰り広げ、割って入ったパープル2を中破させ、スターローズの特攻に見向きもせず戦闘を続けた。スターローズとゲートの爆発の余波と破片でダメージを受けるも、その隙を付いてレッド5を倒そうとする。しかし、最後は機体を分離するイズルの戦術に敗れ、「私たちはまだまだ先に行けるぞ」という言葉を残して爆発に飲まれた。その際に死亡したと思われたが、『劇場版』にてルメス機と共に機体が帰還する様子が1シーン挿入されている。
ガルキエ
声 - 梁田清之
ウルガルのエグゼス（現皇帝）。反乱軍を組織し、前皇帝である父親を暗殺して即位した。母親は既に死亡している。ジアートとは異母兄弟にあたる。ジアートの独断行動は諌めずに黙認している。冷静沈着な性格で、ジアートからも一角の敬意を払われている。
オーレリア
『はじまりの少女、約束の螺旋』に登場。ウルガルのエグゼシア。ザルヴァの第二妻であり、ジアート、テオーリアの母親。研究者でもありウルガルの兵器開発機関を担う。ザルヴァにはあまりいい感情を抱いていない。地球人であるトウマに地球救済を託されるが、地球人を匿っていたなどの行動が問題視され幽閉処分が決定したため、娘であるテオーリアにその使命を託す。
ザルヴァ
『はじまりの少女、約束の螺旋』に登場。ガルキエが即位する前のエグゼスで、ガルキエ、ジアート、テオーリアの父親。第一妻（ガルキエの母親）を殺害し、これがきっかけでガルキエとの関係に亀裂が入る。殺害の表向きの理由は権力争いと言われているが実際は遺伝子が自分の興味にそぐわなかったため。ガルキエに暗殺を計画され、ジアートに殺害されることとなる。

#### レガトゥス
ウルガルの軍団長。本編ではクレイン、ラダ、ルメス、ドルガナ、ルティエルの5人が登場し、各々に専用の機動兵器が与えられている。
クレイン
声 - 山本和臣
ウルガル第11氏族の長で、速度を活かした奇襲と蹂躙が得意。少年のような外見。短気で残忍、飽きっぽく気まぐれな性格で、他人に先を越されるのが大嫌い。ケレス大戦では先んじて防衛軍への奇襲攻撃を行っている。また、ジアートを嫌っている。
アンジュの駆るブラック6を自身の「ラマタ（獲物）」と見定めたが、その直後に一斉掃射を受けて撤退している。また、グランツェーレ都市学園攻防戦ではルメスを出し抜く形で出撃する。アンジュとの戦闘でのダメージが残っている状態で地球に侵攻し、アッシュ3機をものともせずに暴れまわるが、最後はチームラビッツの連携攻撃によって撃破され、戦死した。死後、他のレガトゥスたちからは「レガトゥスの座には分不相応だった」と酷評されている。
ラダ
声 - 鈴木千尋
ウルガル第13氏族の長で、プローティスタ狩りの先兵として太陽系に侵攻を続けている。オネエ言葉が特徴。ヒステリックかつサディステックで粘着質な性格をしており、弱い相手であれば少しずつ甚振りながら殲滅するのが好み。また、極度に臆病で卑屈な部分も持つ。ウルガルの遠征兵団の先陣を切り、自身を含め大量の無人機による大多数の兵力を投入することで、ウルガルの武力誇示を行った。自身は装甲の厚い機体で後方に待機し、好機と判断した時にしか戦闘に参加しない。ジアートにはあまり良い感情を持っておらず、彼が不在の時は不平不満を垂れ流すが、本人がいる時は腰が低くなる。
物語後半、ジアートとルメスがテオーリアの居場所を知っていることを立ち聞きするが、それに気づいた彼らによって謀反の罪を着せられる。その後、危機感を覚え自機に乗って脱出を試みるも、ジアートに追いつかれ、口封じのためにその場で切り伏せられて死亡した。
ルメス
声 - 諏訪部順一
ウルガルのプローティスタ狩りにて、主に諜報、後衛と本拠地防衛を行う。レガトゥスの中では良識派の男性。自機と配下の機体にはパープル2ですら捉えられないほどのステルス機構を装備させている。ヴェスタ基地の襲撃時にテオーリアとMJP機関の情報を入手し、機関が主導するグランツェーレ都市学園を今後の襲撃対象とするように進言している。また、彼の一族は皇族に仕えており、彼は族長の立場にある。自分を引き抜いてくれたジアートに感謝しており、彼の間者として活動している。
ルティエルの死後、最終決戦に参戦した。ゲートの防衛を担当しGDF軍の作戦を悉く防いだ。テオーリアが戦場に現れた際は彼女の真意を知り、配下の者たちと共に撤退する。
ドルガナ
声 - 町田政則
ウルガルのプローティスタ狩りの本隊を率い、ガルキエの腹心として作戦立案、総指揮を行っている。顔に傷を持つ厳格な性格の男性でテオーリア曰く、「ウルガル最強の将」。圧倒的な戦力による正面からの戦いを得意とする武人で、数多の作戦を成功させてきた歴戦の勇士。配下の兵たちは軍団の中でも特に練度が高い。ジアートの独断行動には頭を悩ませている。今まで狩ってきた他の種族と違う地球人に対し、何かしら思うところがある模様。
ケレス大戦ではGDF軍の目を欺いてケレスに到達し、目標である戦術重レーザー照射装置を破壊した。
最終決戦ではゲートの防衛を指揮した。ルティエルの死後、自らも機動兵器で参戦しアンジュとチャンドラの二人を相手にした。終盤に二人を出し抜き、ストラグルレーザーを破壊する。スターローズの特攻を阻止するために奔走するが、ブラック6とライノスの集中砲火を食らい、配下の機動兵器に回収されて撤退する。
ルティエル
声 - ゆかな
胸元を大きく露出したレオタードのような衣装に身を包む女性。ウルガルのプローティスタ狩りの遊撃部隊として独自行動による遊撃戦や追撃戦を主任務・得意とし、残存部隊の殲滅戦術も遂行する。相手を甚振るような戦い方も大好物である。美しいか美しくないかが唯一最大の価値基準であり、美しい戦い以外に興味が無い。ガルキエの前であろうとも美しさを最優先するという欲望に忠実な性格をしており、本能の赴くままにすることを高貴だと考える。また、レガトゥスの中でも特に利己的な価値観の持ち主で、地球人の自己犠牲的な行動は下等生物だからこそのものだと断じていた。チーム・ドーベルマンを圧倒するほどの力を持つ。最終決戦では一人先行し、パトリックの敵討ちを意気込むタマキと交戦する。ドルガナの命でゲート防衛に戻るも、チームラビッツの連携攻撃の前に機体を撃破され、潔く散っていった。
ビオール
『はじまりの少女、約束の螺旋』に登場。オーレリアと同じく兵器研究を主な役割とするレガトゥス。黒い体に黒い線の漆黒の機体を駆る。ウルガルの移動要塞に辿り着いたトウマらを襲撃し艦を撃墜した張本人。ドルガナ、クレイン、ルティエルと共にガルキエの反乱軍の一員として行動するが最終的にトウマの駆るプローティスによって撃破される。

#### その他
ディオルナ
声 - 久野美咲
『劇場版』より登場。ジアートやガルキエなどのウルガル皇族の遺伝子を結集して作られた、極めて高い戦闘能力を持つ実験体の少女。

## 登場兵器

### MJPの兵器

#### アッシュ
テオーリアよりもたらされたウルガル機の基本技術を地球人が使えるように地球で改良を行った上で、ジュリアシステムを組み込んだ機体。詳細は用語の「アッシュ」を参照。なお、戦線にはゴディニオンに搭載された各機専用のピット艦で運ばれる。レッド5、ブルー1、パープル2、ローズ3は自機を覆う防御用シールドを発生できる（ゴールド4とブラック6はシールド発生の描写が無いため、不明）。
AHSMB-005 RED FIVE -FORWARD LEADER type-（レッド5 / レッドファイブ）
イズル専用機。指揮汎用型。汎用戦闘型ブルー1をベースに指揮機能を強化したリーダー用機体で、パープル2と連携した指揮管制が可能。単体でも戦闘可能なコアモジュールと外部戦闘モジュールであるアサルトイェーガーから構成されており、アサルトイェーガーとリンケージすることで大幅に出力をアップできる。あらゆる戦況に対応するため、ブルー1から大幅に武装のバリエーションが増加していることも特徴。専用機であるにもかかわらず量産機並みの効率化を目指しているため徹底したモジュール構造になっており、部品の交換やメンテナンスが短時間で行えるようになっている。機体各部分のジョイント部分も共通化され、手足などの基本構造も外装を除き交換が可能となっている。腕部のシールド発生装置「アームガード」は射出可能で、これを用いて味方機を守ることもできる(漫画版では攻撃に使うことも可能)。また、腰部に展開式アーマーが装備されている。ジュリアシステムがイズルの生存本能に反応することで攻撃的な状態になりやすく、それに伴い増大する機体出力とイズルの操作が相まって損耗率が高い。
また、本機に関しては限界までセーフティ機能を高めるというコンセプトの元、他機とは異なる独自の自己防衛本能が組み込まれている。
フルバーストモード
アッシュとパイロットのハーモニックレベルが最大になり、ジュリアシステムが完全稼動した状態。本編ではチームドーベルマンの脱出支援任務「オペレーション・ゴライアス」での対ジアート戦にて発動。アッシュの全能力を飛躍的に上昇させるが、それに伴いパイロットの自我とアッシュの自我の境界が極めて希薄となり相互に交じり合う。結果的にアッシュとパイロットの思考が完全に同一になるため、「動かそうと考える前に動く」状態となり、圧倒的な可動速度を発揮可能。ただし、機体にかかる負担は極めて大きく、全身の放熱板が展開し、強制冷却速度を上昇させると同時に余剰エネルギーと熱が光となって放出される。本機の場合、頭部装甲がスライドしてカメラアイが四眼となり、背後のブースターの装甲も展開して翼のように広がるなどの変化が起きる。
最終決戦ではイズルがレッド5を完全に制御したことにより、機体から放出していた光（青い粒子）が「翼」の形を取る変化が起きた。この翼は機動力の上昇だけでなく、ジアート機を拘束したり、光弾を防ぐなどの物理的干渉が可能。
基本的には全てのジュリアシステム搭載型アッシュではこのモードが起こる可能性があるが、通常はハーモニックレベルがそこまで上昇しない。
AHSMB-005＋ RED FIVE＋ -FORWARD LEADER type-（レッド5＋ / レッドファイブプラス）
『劇場版』に登場。最終決戦で半壊したアサルトイェーガーと新規パーツをベースに、予備パーツと他のアッシュのパーツを組み込んで修理した。本機の徹底したモジュール機構により他のアッシュのパーツも難なく適合し、修理自体は短期間で済んでいる。しかし、新規パーツに関しては起動テスト自体が済んでおらず、発揮される性能はおろか起動するかも不明である。
標準武装
88式ビームキャノン
標準的なビーム兵器で、威力と速射性能のバランスが良い。2丁装備することも可能。
88式機動鉈剣ヘビーマチェーテ
重兵装時にバックパックの右翼に搭載される両刃の実体剣。ケレス大戦や最終決戦で使用された。予備兵装に近いため、使用することは滅多にない。
88式内殻式連射銃ニーブロック
腰部の可動式アーマーに搭載された内蔵兵器。連射性は高いが火力に乏しく、ウルガルの機動兵器の撃破には継続して命中させる必要がある。
88式格闘用護剣ソードカウンター
両腕に装備する小型の実体剣。使用時には刀身が前面に展開される。アームガンとの選択式。
88式軽粒子銃アームガン
腕部に直接接続する小型ビーム兵器。威力はそれほどでもない。作戦によっては2丁装備することがある。使用しない時は大腿部に懸架される。
89式B型荷電粒子砲（HEPビームキャノン） / HEPキャノン
遠距離・中距離・近距離の全領域に対応できる複合兵器でマニピュレーターに装備する。ビームライフル、高威力のレールガン、敷設・威嚇用の機雷、近接用のチェーンソーの計4つの武器で構成される。チェーンソーや機雷は銃身の側面部分に搭載されている。中遠距離での戦闘では連射性能が高いビームライフルを使用することが多い。レールガンを使用する際は、砲身の一部が展開する。コアモジュールでも使用可能だが、反動が大きいため僚機の支えが必要になる。最終決戦ではレッド5の覚醒の影響を受け、砲身から巨大なビームサーベルを展開した。
選択装備
脚部追加ソード
脚部に接続する対艦用大型ソード。刃部分からはビームを展開できる。機動力の低下を補うため、ソード自体にサブスラスターが装備されている。本編未使用。
90式遠距離多目的複合砲ロングボウ
ケレス大戦時に装備したビーム兵器で肩部に2門備えている。連射性が高いが砲身が長く射角が前方に半固定という制約がある。2門の砲を1つにまとめた大出力兵器としても使用可能。
90式近距離複合戦闘装備チェーンレールキャノン1
肩部に接続する連装式ビームキャノン。最大4ユニットまで接続可能で、各ユニット接続部が可動するため、さまざまな方向へ射撃できる。本編未使用。
90式近距離複合戦闘装備チェーンレールキャノン2
チェーンレールキャノン1の強化型。近接用のクローアームや合計16門にもなるビームキャノン、さらにサブスラスターを備えている。収納時は肩部に翼のように接続する。本編未使用。
90式重多目的複合砲HMランチャー / マルチランチャー
腕部に直接接続して使用する複合武器。各々の形状が異なる砲身を4門持ち、状況によってエレキガン、ショットガン、ライフル、グレネードランチャーなどに変更できる。
90式重多目的複合砲HMランチャー / 重マルチランチャー
マルチランチャーの後部を変更した強化型。接続タイプではなく腕部で保持して使用する。弾倉の切り替えが不要で、最大8種類の弾倉を装備できる。本編未使用。
AHSMB-001 BLUE ONE -FORWARD type-（ブルー1 / ブルーワン）
アサギ専用機。汎用全戦域対応型。前衛用であり近・中距離戦に適している。アッシュのプロトタイプであるライノス（A型）を元にコアモジュール構造を組み込んだアッシュの基本型であり、レッド5と同じくアサルトイェーガーを装着できる。ジュリアシステムを搭載し、アッシュというカテゴリーを決定付けた機体。アッシュの基本型のため色々なテストにも使用され、基本的に専用武装のみならず、レッド5やライノスなどの他のハイモブの固定装備以外の武装も使用可能なように共通化が図られている。基本セッティングとして、アサギの好みに合わせて近中距離での格闘戦を重視するようになっているが、武装交換を行えば遠距離戦闘も可能である。
本機をベースにして5号機までのアッシュが生産されることになるが、汎用全戦域対応型としてはレッド5が直接的な発展機体である。
標準武装
88式突撃刀アサルトブレード
主兵装である日本刀型のブレード。切れ味は高く、ウルガルの機動兵器の装甲を苦もなく切り捨てることができる。相手の弾を切り払う際にも使う。普段は腰に装着される。
88式可変斧槍銃ガンハルバート
鞘のような独特の形状をしたライフル。ビーム銃と格闘用の槍、ハルバートの3モードで使用できる複合武器で、ビーム銃は連射性が高い。背面のアタッチメントに搭載する。
89式肩部衝撃砲（ISキャノン）
通常時の肩部アーマーに搭載されている連射型兵装。使用時には装甲が一部展開し、砲身が露出する。肩部は武装コンテナで、内部ユニットはミサイルやレーザーガトリングなどに変更可能。
87式高機動誘導弾マジックワンド
フル装備時に装備した兵装。手持ち用のミサイルランチャーが搭載されており、携行性に優れている。ミサイル先端にビーム刃を装備した弾頭も搭載できる。
87式機動剣盾アームブレイカー
両腕に装備している防御兵装。使用する際に鞭のように展開する。盾だけでなく手刀や貫手などにも運用可能で、マニピュレーター部の防護と威力上昇を両立できる。
選択装備
90式重電磁加速砲イレイザー
ケレス大戦時に装備した大型レールガン。機体の全長ほどの大型兵器でブルー1の武装でも最大の威力を誇る。照射時間も長いために宇宙空間だと縦・横・斜めなどの三次元方向に薙ぎ払うこともできる。ピット艦から射出する際に補給用バッテリーを搭載することもできる（補助バッテリーは機体の肩部分に装着する）。
AHSMB-002 PURPLE TWO -CONTROL type-（パープル2 / パープルツー）
ケイ専用機。広域戦術警戒管制型。ブルー1をベースにしているが腕部と脚部はオミットされている。アッシュ全機並びにゴディニオン、偵察衛星とリンクして情報を一元化し敵の可能行動を算出、最適な行動パターンを提示する。そのため高出力のセンサー類と多数の電子機器を装備し、そのために発電出力も大幅に強化されている。主計算機も最新鋭のレッド5と同型のものを二基、その他予備の計算機を持つため最大10機のアッシュの計算を肩代わりできる。他のアッシュ同様、機体を覆うシールドを発生することはできるが、レーダーなどの一部のシステムの精度が落ちる。また、他の4機を外部から強制的に操作する機能が存在し、ローズ3のブースターなどを強制パージする操作なども行える。
警戒管制に特化しているためか、戦闘能力は自衛程度しか持っていない。機体にフラフープのように展開、装着される「リングレール」が特徴で、ここに自衛・攻撃用の兵装を作戦によって選択し装備する。
標準武装
89式2号II型三次元複合センサー
AJS-4広域超分解能レーダー
選択装備
86式機動爆雷
ゴールド4のものと同型の質量兵器。機体背部のウェポンコンテナに搭載する。
90式粘着爆雷
ケレス大戦で使用した質量兵器。二つの爆雷を粘着式のワイヤーでつないでおり、絡まった時に爆発する仕組みになっている。機体背部のウェポンコンテナに搭載する。
90式高機動誘導粒子剣スラッシュソード
ビームブレードを発生させる近接兵器。リング用のほか、腰部用（トライデント、リングタイプ）がある。本編では装備はしたが未使用。
88式複合軽粒子銃
リングに装備する二丁の連射式のビーム兵器。基本的にどのような作戦でも装備される。銃身下部にエネルギー転送用のアタッチメントがある。
89式自律防御用粒子銃レイルディフェンダー
リングに装備する二丁のビーム砲。軽粒子銃よりも威力が高い。
91式機動粒子防御機アクティブガーダー
リングに装備するシールド発生装置。機体全体を覆う通常のシールドとは別物で、機体を防御しつつ攻撃も行うためのもの。通常シールドと組み合わせるとさらに防御力が高まる。
AHSMB-003 ROSE THREE -BOOSTER type-（ローズ3 / ローズスリー）
タマキ専用機。高機動遊撃型。ブルー1をベースに艦艇用の動力部をブースターとして搭載し、惑星間高速艦を上回る加速力を実現させた。具体的には、コアモジュールの四肢にスタビライザーと艦艇用の動力部を搭載、さらに多重高加速偏向推進器と重力抑制機によって20Gオーバーの加速が可能。巨大なブースター部をコントロールするために、主計算機を二機搭載している。当初は航行用のシールド発生装置が装備されていたが、後にレッド5やブルー1と同じ最大出力型のシールドに変更された。背部ブースターの上面に接続されたミサイルコンテナが主兵装。ミサイルはバンカーバスターやナイフ型など多様なものが搭載されている。近距離格闘戦能力はほぼ皆無だが、シールドを利用した体当たりを行える。また、作中ではコアモジュールから切り離した上でミサイルコンテナとブースターユニット自体を質量弾にするという活用法も見られた。
他のアッシュと違い、地球の大気圏に突入し地表への降下が可能。また、下部のブースターにはアンカーが搭載されている。
標準武装
88式内蔵式重粒子砲
両腕の重力制御装置接続部付近と腰部のレンズから放たれる広範囲用のビーム砲。レンズは通常シャッターで閉じられており、使用時のみ開く。
89式重粒子投射機メガビームランチャー
ブースター部上面の武装コンテナの先端部から発射される大型ビームランチャー。発射時は先端部が展開する。
87式高機動誘導弾マジックワンド
ブルー1のものと同型のミサイル。ミサイルコンテナ上部に大量に搭載されている。
86式巡航対艦誘導弾トライデント
ミサイルコンテナに搭載されている質量兵器。コンテナ後部両横から発射する。
91式複合多弾頭中距離迎撃誘導弾スプリント
ミサイルコンテナに搭載されている質量兵器。コンテナ上部中央から発射する。
89式対遮蔽物貫通大型誘導弾フォートバスター
ビームドリルを備えた貫通弾タイプの質量兵器。
AHSMB-004 GOLD FOUR -GUNNER type-（ゴールド4 / ゴールドフォー）
スルガ専用機。超遠距離支援砲撃型。ブルー1をベースにコアとアサルトイェーガーとのリンケージ機能を排し、砲撃用と砲撃管制装置用の動力として副機を二基追加している。右腕全体が換装可能な射撃兵器となっており、頭部そのものが高度な砲撃用センサーとなっている。射撃時には頭部が右肩に移動する。パープル2とリンクすることにより視認不可能な遠距離へも砲撃可能。またゴディニオンなどの艦艇の砲術管制システムとのリンク機能も有している。左腕は射撃兵器や爆弾などのオプションを装備可能で、接続コードは精密作業用のアームとして利用可能である。アタッチメント部分には、GDFとMJPで使用されているほぼ全ての戦闘デバイス用の射撃用武器が装備可能。フル装備時には機体前面に装甲が追加される。近距離能力格闘戦能力はほぼ皆無だが選択装備として左手にナイフを装備することも可能（本編では未使用）。
標準武装
88式90ミリ70口径高位荷電粒子砲
右腕そのものである超長距離狙撃型ビームライフル。機体に搭載されたセンサーとスルガの射撃能力によって高度な狙撃が可能。後述の重レーザーやビーム砲に換装されることもある。
86式40ミリ45口径輻射誘導光子共振式速射砲
左腕に装着する機銃。右腕射撃武器の同軸砲として使用する。
87式大型対艦誘導弾デスファイア
ケレス大戦で使用した対艦ミサイル。左肩の大型の武装ラック二基に搭載されている。スルガ曰く「一発二億もする」。先端部にビーム刃発生装置を備え、貫通力を高めている。
87式高機動誘導弾マジックワンド
ブルー1のものと同型のミサイル。左肩の上中下三基のランチャーに搭載されている。発射口の数は上下は5、中心は7となっている。さらにラックを装備することにより弾数を増やすことが可能。
選択装備
88式短距離拡散粒子砲
ケレス大戦終盤で左腕装備の輻射誘導光子共振式速射砲の代わりに換装されたビーム兵器。
91式複合多弾頭中距離迎撃誘導弾スプリント / 機雷
ケレス大戦終盤で高機動誘導弾の弾切れに伴い換装された質量兵器でローズ3のものと同型。ラックに搭載されている。サイコロ型の機雷はスラスターを備え、広範囲に散布できる。
88式中距離インパクトキャノン
ケレス大戦で背部に装備した中距離大型ビーム兵器。4つのバーでビームの拡散・集中を制御する。通常は背面に折りたたまれている。
87式拡散インパクトキャノン
ケレス大戦で装備した中距離インパクトキャノンのエネルギー切れに伴い、戦闘終盤で換装された大型ビーム兵器。形そのものはほぼ同じ。
90式重レーザー
ケレス大戦終盤でメインアームの高位荷電粒子砲の代わりに換装された高出力ライフル。高位荷電粒子砲よりも高威力で長射程。
86式機動爆雷 / 追加装甲
フル装備時に両サイドに装備される質量兵器。また、防御強化案として胸部に反応装甲、腰部に電磁装甲が追加されている。
90式超長距離狙撃用重集束ビーム砲フライシュッツ
右腕に装備する超大型光学兵器。ケレス大戦で使用された戦術重レーザー発射装置を基に作られた。折りたたんだ状態ですらゴールド4の全長を超えるほど長大であり、全武装を外したうえでピット艦から直接牽引する必要がある。
光学兵器であるため発射すれば相手に避ける時間を与えず一瞬で命中させることができ、宇宙圏から地上を狙撃できるほどの性能を持つが、超遠大距離から発射しないと相手に感付かれるため、着弾点を定めるために天体の自転や気象などの膨大な量の情報処理が必要な上に、一射につきゴールド4のエネルギーがほとんど持って行かれるため再チャージに時間がかかる弱点を持つ。
グランツェーレ都市学園を襲ったクレイン機を狙い撃つも、僅かに射線がずれたことによって1射目は失敗。その後、パープル2と5隻のピット艦からのエネルギー供給によって2射目のエネルギーを賄い見事命中させるが、無理やりな急速供給だったため、直後にオーバーロードを起こし自壊・爆発している。
フライシュッツとは魔弾の射手のこと。
AHSMB-006 BLACK SIX -Multirole type-（ブラック6 / ブラックシックス）
アンジュ専用機。次世代汎用型。試作機かつ専用機だったアッシュを量産可能にし、新世代の汎用主力機とする新統合整備計画によって作られた機体。アッシュ5機の運用テストデータとライノスA型を中心に収集された戦闘データを元に、それまで一用途に特化していたアッシュを、指揮・格闘・砲撃・電子戦のあらゆる戦局に投入可能とすることを目標として製造されている。直接的なベースはレッド5だが、量産を視野に入れているためアサルトイェーガーシステムは採用されておらず直線的な装甲形状となっており、生産性の向上が図られている。また、高度な自動化と専用メンテナンスユニットの開発で運用に必要な人員の大幅な減少を図っており、専用のピットクルーを必要としない。これにより短時間での補給と再出撃が可能となった。
背面、肩、脚部などに多数の武装を搭載しているため、単位時間辺りに投射可能な攻撃力は極めて高い。しかしそのせいで長時間戦闘を行うと熱暴走が起こりやすいという短所も持つ。この特性はアンジュの突撃しやすい性格も相まってさらに顕著なものとなっている。銃剣以外の兵装は基本的に使用時に展開、砲門が開くという機体構造になっているため、機体のシルエットが通常時と戦闘時で大きく異なる。
標準武装
92式複合銃剣アパッシュガン
両手に装備する主兵装。銃剣としての使い方の他に、回転させながら投擲することもある。
91式肩部短距離高機動誘導弾サイドアーム
両肩に搭載されている質量兵器。発射口は9門ずつ。
91式脚部多連装高機動誘導弾ブラックファイア
両脚に大量に搭載されている質量兵器。発射口は普段は格納されており使用時に展開する。
選択装備
91式多連装砲撃ユニットシールドナックル
背部下に装備されている砲撃ユニット。使用時は腰部左右に展開する。
92式重インパクトキャノン
背部上に装備されている二門のビーム兵器。使用時は肩部に露出し砲身が展開する。
ASHMB-006B シュライク
ブラック6をベースに、動力部や主計算機などを量産用モデルに変更したタイプ。最高出力と反応速度はやや劣るが、代わりに元々のピーキーさが無くなりバランスのとれた汎用機体となっている。また、動力マッピングも最高出力重視から連続可動重視に変更され、冷却システムも強化されたので連続稼働時間も伸びている。外観上の違いはカラーリングのみ（濃緑色となっている）。最終決戦のオペレーション・ヘブンズゲートでチャンドラに率いられた多数の機体が増援として投入されている。
標準武装
92式複合銃剣アパッシュガン
91式肩部短距離高機動誘導弾サイドアーム
91式脚部多連装高機動誘導弾ブラックファイア
選択装備
91式多連装砲撃ユニットシールドナックル
92式重インパクトキャノン
試作7号機、試作8号機、試作9号機、試作10号機
左から順に、近接戦闘重視型、中遠距離支援型、戦術支援型、高速一撃離脱型。6号機（ブラック6）と同じくアッシュ1〜5号機やライノスA型などのデータを元に量産前提で作られた機体で、基本構造は6号機と同一だが武装や細部が異なる。いずれの機体も実戦テスト自体は行っているが本編未登場。しかし、後に正式採用されて下記の「チームフォーン」の機体として登場する。
AHSMB-007 ORANGE SEVEN（オレンジ7 / オレンジセブン）
92式汎用戦術戦闘兵器B型「ゲッピオ」。アン専用機。
ブラック6と同じフレームを採用し、近接格闘を重視したセッティングと武装、装甲形状を施した機体。
AHSMB-008 SILVER EIGHT（シルバー8 / シルバーエイト）
92式汎用戦術戦闘兵器C型「リーゼンツーカン」。ユイ専用機。
ブラック6と同じフレームを採用し、ゴールド4のデータをフィードバックして大口径砲とより多数の武装を搭載した機体。
AHSMB-009 GREEN NINE（グリーン9 / グリーンナイン）
92式汎用戦術戦闘兵器ED型「ジャックドゥ」。セイ専用機。
ブラック6と同じフレームを採用し、パープル2の欠点である電子兵装のコストを抑えるために汎用小型レーダーではなく、大量に用いられている艦船用の大型レーダーを採用した機体。
AHSMB-010 MAGENTA TEN（マゼンタ10 / マゼンタテン）
92式汎用戦術戦闘兵器E型「スワロー」。クリス専用機。
ブラック6と同じフレームを採用し、ローズ3の装備を他の機体と同じサイズに縮小することを試みた機体。

#### ハイモブ
「High-Mobility-Multipurpose-Battle-Device（高機動多用途戦闘デバイス）」の略称。プリモ・アイオネス博士が提唱したアイオネス理論を使用した汎宇宙作業機体。

##### MF-86シリーズ
メガラプトルをベースに、MJPが独自技術を投入して開発したテスト機体である「85式試製実験戦術戦闘兵器イリタトル」が優秀な性能を示したため、根本的にフレーム構造を見直して作り上げたのが「MF-86ライノス」である。同機体を元に練習機型のMF-86Tが生産され主にグランツェーレ都市学園で練習機兼実験機として各種テストに使用された。特にアッシュ開発用のテストベッドして各種パーツのテストを行い、効果的と認められたパーツを元に戦闘用に組み上げられた機体がA型としてMJP内部の特殊部隊などに採用された。改良型のB型、GDF用にジュリアシステムを排除したE型なども開発されている。
MF-86A Rhinos（ライノス）
86式汎用戦術戦闘兵器A型。アッシュ用パーツのテスト用に建造されたアッシュのプロトタイプにあたる機体で、外宇宙科学と従来のアイオネス理論を融合させて開発された。パイロットの遺伝子情報を組み込むことにより機体操作性能と機動効率が大幅に上昇している。チームドーベルマンなどの一部の特殊部隊に配備され、そのまま量産体制に入っている。
腕部の構造は特殊で、細身の腕に大型の副腕（メインスラスターユニット）を取り付けている。副腕にはアンカーとしての機能も付いており、動けなくなった機体の回収にも使用できるほか、換装機構も搭載されている。
標準武装
レールガン
メインの射撃武装。腕部側面のマウントに接続して使用する。
ビームフィンガー
副腕のマニピュレーター連動の近接格闘武器。
選択装備
ミサイルランチャー
携行式で、脚部の多目的ウェポンマウントに装備することも可能。弾数は6発。
88式重突撃衝撃剣ツインクレイモア
オペレーション・イーグルランデッドで副腕に装備された大型剣。インパクト時にビーム刃が発生する。
MF-86T（練習機）
アッシュのパイロット候補生の練習用機体。グランツェーレ都市学園・地球校やスターローズ校に配備されている。高技術による慣性軽減装置および安全用緩衝フィールドが備わっており、機体同士の衝突でもパイロットを無傷で守っている。学園の校庭を歩き回っても地面に足がめり込まないのは緩衝フィールドによるもの。演習ではペイントガンを使用する。
GHF-86ウネンラギア
各国が開発していたメガラプトルベースの独自機体（試作機）とMJPが開示したイリタトルのデータにより月面工廠で開発されたGDFの主力機体。ライノスに酷似しているが内部構造は異なっている。性能はライノスには及ばず、後にMJPがライノスのデータを開示したため主力機ではなくなった。一部装備や操作性が共通化されていたことでライノスへの移行は比較的スムーズに進み、両型のハイブリッド機体も作られた。

#### MJPのその他の機動兵器
XAHSMB-000 WHITE ZERO（ホワイト0 / ホワイトゼロ）
第25話および『劇場版』に登場。87式試作多用途戦術戦闘兵器「ターミゲン」。アッシュのプロトタイプと呼べる機体。

#### MJPの艦艇
ゴディニオン
MJPの最新鋭機動戦闘母艦。艦首部に6隻のピット艦を接続し戦場に赴く。通常の艦橋の他に戦闘用のCICルームも完備しており、2基のソーラセイルを展開することにより太陽光やレーザーを推進エネルギーに変える機能を持つ。アッシュと同様の新型装甲を採用しており、従来の艦艇と同等の装甲厚で1.4倍の防御力を実現している。また、防御用シールドも展開可能。武装は少ないが一門の威力の高さで補っている。
船体各部はモジュール構造で、前部、ブリッジユニット、エンジンユニット、ウイングユニットなどへ分離できる。武装が搭載されている前部モジュールはオペレーション・ヘブンズゲートの際に実際に分離され、ゴールド4に指揮権を譲渡。ゴールド4はパープル2と協力し、先行するアサギたちを援護した。終盤では武装ユニットをミサイル代わりにゲートに撃ち込み、高エネルギー障壁の発生装置の破壊に使用された。
艦名はラテン語で「遺伝子」を意味する「ゴニティオン」からの連想で、ゴディニオンは「神の遺伝子」を意味する。
- 武装

艦首隠蔽砲
艦首部に搭載されている主砲で、オペレーション・ヘブンズゲートにてルティエル機の撃破に一役買っている。
可動式セイルビーム砲
ウイングユニットの先端部に搭載されているビーム砲。
速射半自動対空砲
ウイングユニットの上部に設置されている対空砲。
多目的近距離誘導ランチャー
甲板から垂直に発射する誘導ミサイルランチャー。
ピット艦
ゴディニオンに搭載されている小型艦艇。ゴディニオンに6隻搭載されており、戦闘時には切り離されてアッシュを戦闘宙域まで移送する。武装として艦首に主砲2門、後部に球状のビーム砲とミサイル発射基を備える。搭乗者自身が機体の調整を行うブラック6以外の艦には専属の整備チームが乗り込んでいる。反重力カタパルトからアッシュの換装や修理、専用武器の射出が可能。また、大型のローズ3と新型であるブラック6のピット艦はそれぞれ形状が他の4艦と異なる。

### GDFの兵器

#### GDFの機動兵器
82式高機動戦闘兵器（メガラプトルHF-82シリーズ）
GDFの主力宇宙用機動兵器。「地上用機動砲台メガラプトルHF-82A/Bバリオニクス」を元に、宇宙での作業用機械として改修を経て作られた「宇宙用高機動汎用機HF-82Sアンガトラマ」。艦艇の整備や修理、小惑星の開拓や基地建設などを主任務としているので、戦闘能力は低い。単体である程度宇宙空間を移動可能となっているが、機動力としては汎用宇宙戦闘機以下である。しかし部隊によってさまざまな改装・改良型機体が存在する。脚部やスラスターの換装により地上での運用も可能。武装は携行式のレールガンやミサイルランチャー。ウルガルの機動兵器の前には全く歯が立たない。
簡易型多用途戦闘デバイス
ハイモブに簡易兵装を取り付けた機体。作業用ユニットとして開発された後、主に拠点防衛用の可動砲台として運用されている。上部にレーザーファランクスを搭載し、外部からの電源供給を受けて発射する。ハイモブの初期の機体であり、この簡易型からメガラプトルやライノスに発展していった。
Птмо-2サラカプート
ベラロシラムが独自に入手したゴールド4のデータを基に開発した機動兵器。右腕には巨大ビーム砲、左腕にはミサイルポッドやビーム刃が搭載されている巨大アームを備える。
先進襲撃机械11型鳳凰
大中華連合が独自開発した機動兵器。細身の体にアンバランスな頭部を有する。頭部は武装ユニット化され、インパクトキャノン、ミサイルランチャー、キャノン砲などを搭載する。

#### GDFのその他の兵器
汎用宇宙戦闘機
GDFの宇宙戦闘機。下部のウェポンベイにはミサイルやレールガンなどを搭載可能。コクピットブロックは独立しており、脱出時にはブロックごと分離する。純粋な機動性のみならメガラプトルよりも上である。
戦術重レーザー照射装置 / ストラグルレーザー
ケレス大戦の際、ウルガルの前線基地を破壊するために使われた戦略兵器。電磁フィールド対策のため、ビーム（荷電粒子）ではなくレーザー（光などの電磁波）を使用する。一撃目はチャージが足らなかったのか効果はなく、フルチャージで撃った二射目で前線基地を破壊するも、その直後にドルガナ率いる敵部隊の奇襲により破壊され使用不可能になる。
元々は惑星間航行に使用する照射装置を戦略兵器として転用したものが戦術重レーザー照射装置であり、本来の航行用の照射装置は別途で複数製造されている。その後、最終調整を加えて名称もストラグルレーザーに変更され、オペレーション・ヘブンズゲートの際に3基が投入されるが、第二射照射中にドルガナ機に破壊される。
亜光速誘導弾
GDFの惑星攻撃用兵器。簡易フレームに弾頭、艦艇用エンジン、プロペラントタンク、レーダー受信アンテナを取り付けた巨大誘導弾であり、搭載されているプロペラントタンクを使い果たすことで亜光速にまで加速できる。オペレーション・サンダーボルトやオペレーション・ヘブンズゲートなどで発射されるが、全てウルガル側に撃墜されている。オペレーション・イーグルランデッドでは、これを改造した亜光速ブースターをチームドーベルマンが使用している。

#### GDFの艦艇
エンタープライズ級標準大型戦闘母艦（CS）
カラーリングはグレー。GDFの艦艇の中では最大級で主に艦隊旗艦を務める。武装は可動式機動重レールガン、隠蔽式荷電粒子砲、速射半自動対空砲、多目的近距離誘導弾ランチャー。母艦としての機能だけでなく、補給や修理が可能な工廠までもを備えている移動要塞。同型艦は全25隻。オペレーション・ヘブンズゲートの際にはアマネが乗り込んでいた。
ラングレー級標準戦闘母艦（CSV）
カラーリングはパープル。通常型の中型母艦。武装は可動式機動重レールガン、隠蔽式荷電粒子砲、速射半自動対空砲、多目的近距離誘導弾ランチャー。全ブロックをモジュール化しており、生産性が高く、建造費も大型母艦と比べ安く抑えられている。同型艦は全280隻。
アルビオン級標準強襲戦闘母艦（AVS）
カラーリングはイエロー。強行突入を目的とした艦。武装は固定重レールガン、重速射レーザー連装砲塔、10連装多目的大型誘導弾発射機、大型シールドミサイル発射管、速射半自動対空砲。敵艦の攻撃を防御しつつ突入し、搭載されている機動兵器や艦載機を即時展開させる。同型艦は全120隻。
ドレッドノート級標準戦闘艦（BB）
カラーリングはグリーン。主力直接砲戦用艦艇。武装は可動式機動重レールガン、重速射レーザー単装砲塔、多連装誘導弾垂直発射装置、中型シールドミサイル発射管、速射半自動対空砲。前方に兵装ユニット、後部に指揮システムとエンジンがある構造で、使い捨ての展開型シールドを備える。同型艦は全445隻。
タイコンデロガ級標準護衛艦（CCS）
カラーリングはブラウン。艦艇の中では最も小型で配備数が多い。武装は固定式重レールガン、重速射レーザー単装砲塔、10連装多目的大型誘導弾発射機、4連装速射半自動対空砲。一部の艦はアップデートや改修が行われ、ピケット艦やフリゲート艦、小型高速強襲艦として運用されている。同型艦は全1200隻。

### ウルガル

#### ウルガルの機動兵器
生物的な外見が特徴で、化学ロケットや電気推進などの推進装置が見られないものの、高い機動性を持つ。装甲は極めて堅牢で戦争初期のGDF軍の光学兵器や質量兵器では効果が無かった。一定以上のダメージを受けるとゴム風船のように膨らみ爆発してしまう。武装は主に内蔵式のビーム兵器。コックピットは主に頭部や胸部の半球状の部分に存在する。いずれの機体も単独での大気圏突入機能を持つ。操縦桿による操縦ではなく、パイロットが念じるとその通りに動くというシステムを持つ。

##### 皇族専用機動兵器
皇族にのみ受領される高性能機。他の機体が黒などの暗色系の機体であるのに対し、白系統の機体色となっている。これは皇族のみに許された特殊機体色であり、最前線で周囲にウルガルの皇族の力を明示するためで、言わばウルガルの象徴である。他の機体よりも出力が遥かに大きい。
ジアート機
プレ・エグゼスであるジアート専用機。ウルガル機の中では接近戦に特化しており、適性の高いジアートが乗ることにより、接近戦では無類の強さを誇る。鳥の鳴き声のような独自の機動音がする。ラインは青色。
固有兵装として機体の翼と同じ形状の剣を二振り装備している。腰に装着することで補助翼として機能し、機体の機動性をさらに向上させている。柄を繋ぎ合わせることで二刃の薙刀になり、回転することでHEPキャノンのレールガンすらも防ぐほどの防御力を持つ盾になる。そのままブーメランとしても使用できる。この剣による攻撃の他、掌部からビームを放つことも可能。機動力も優れており、加速時には翼状の光のエフェクトが出る。エネルギー切れの際にはこの翼は消え機体のラインの発光も消える。
物語中盤、フルバーストモードとなったレッド5との戦いで押されていたが、本気のジアートに呼応するかの如く一時的な変異（装甲や翼が巨大化し鋭角的になりラインが紫色となる）を起こした。その際、全ての能力の更なる向上、刀剣が伸縮可能となるなどの変化が起きた。この形態は「オーバーロードモード」と呼ばれ、通常の1.2倍程度のパワーを発揮可能となるが活動時間は大幅に低下する。ウルガル側のフラッグ機（一部の皇族機やレガトゥス専用機）にはこのシステムが搭載されているが本編で発動したのは本機のみ。
最終決戦ではイズルをおびき出すために戦線に参加し、ローズ3とブルー1を小破させるが、駆け付けたレッド5と戦闘になる。スターローズの爆風に巻き込まれてもなお追撃を続けたが、レッド5の外装を囮にした戦術に虚を突かれ、胴体を貫手で貫かれる。
テオーリア機
プレ・エグゼシアであるテオーリア専用機。上半身はジアート機同様に人型だが、下半身は全くの別物。皇族専用の白色系統の機体色をしておりラインはピンク。掌部から艦砲クラスの強力なビームを放って攻撃する。また、自機を覆う防御用シールドを発生させることもできる。
ジアート機と同様に加速時には翼状の光のエフェクトが出る（加速時にはエフェクトが大きくなりピンク色に発光する）。最後のスターローズ激突の際には、スターローズの大きさをも遥かに超える巨大な翼となった（この直後にスターローズが大爆発し、シモンが搭乗するコアがこの機体によって救出されることになる）。
ディオルナ機
『劇場版』に登場。ディオルナの専用機。女性を彷彿させるスラリとした人型で、巨大な翼のような形状の頭部が特徴。ラインは紫。
手足は任意で変形することが可能で、特に腕は鞭のごとく振るうほどの柔軟性を有している。長距離移動用の巡航形態にも変形できる。オーバーロード時はジアート機同様に各部が鋭角的になり、さらに腕部や脚部を大型化する第二形態へと変貌することも可能。

##### レガトゥス専用機動兵器
レガトゥスの能力に合わせて改造された機動兵器。各々の戦闘スタイルに合わせているために人型からかけ離れた形状を持つものが多い。
クレイン機
人型であるが左右非対称で爬虫類を思わせる外見を持ち、尻尾が生えている。尻尾は武器だけでなく一種の推進装置としての役割を持ち、空間に尻尾を打ち付けることであらゆる方向への進路変更ができる。両腕と両足にビーム兵器を内蔵している。部下の先頭に立って自ら突撃、右手の大きな爪で自ら引き裂く戦法を得意とする。機動力と加速力に特化している反面、防御力はやや劣るが補うためのシールドを発生することはできる。ラインは紫色。物語中盤、ブラック6との戦闘で大ダメージを受け撤退する。
クレイン機強化型
グランツェーレ都市学園防衛戦で登場した改修機。主に左半身が変化し、左腕が鞭状のものに変更されている。左手は鞭として使用するだけでなく、エネルギーを溜めこみ、右手の爪に纏わせることで威力を上げることもできる。また、上記の推進装置の役割も持つため、以前よりもさらに複雑な機動での加速が可能になった。以前と比べて防御力が高められており、ほとんどの攻撃に対しても無傷であった。アンジュを除くチームラビッツとの激戦で、レッド5とブルー1の連携攻撃によって地面に縫い付けられ、ローズ3のブースターを爆薬代わりに投下された後にゴールド4の射撃を受けたことによって爆散した。
ラダ機
重装甲が施されており、アッシュと比べると巨大な体躯をしている（頭部に当たる部分だけでブラック6、レッド5コアの全長と同じ位）。海洋生物を思わせる外見をしており、指などの機構が見られない。腕に相当する箇所を広げることで広範囲にビームを打ち出すことができる。配下の簡易型機体による厚い防御陣の後方に待機、目標が弱いと確認されると先頭に立って蹂躙する戦法に使われることが多い。防御力が高く、機動力や攻撃力は指揮官用機の中では標準的。ラインは緑色。
無実の罪を着せられたラダがウルガル拠点からの脱走に使用したが、ジアート機によって四つ裂きにされ爆散する。
ルメス機
特化型の多いレガトゥス専用機の中でも攻撃力、防御力、機動力などの性能のバランスが取れた機体。レーダーや有視界からも完全に姿を消すことができるステルス機能と光学迷彩を装備する（配下の機動兵器も同様）。ジアート機同様に人型。ラインはオレンジ色。最終決戦ではルメスがゲート防衛を指揮していたため、本機での参加はしなかった。
ドルガナ機
機体の形状は一般の機動兵器と似たような姿をしているが、機動兵器と比べ各部が丸みを帯びており、胸部の半球状の部分が巨大化、黄土色の装甲により全体が巨大である。圧倒的な装甲と攻撃力、それに似合わぬ軽快さも持ち合わせた重攻撃型機体。大出力の火器を保有する。ラインは赤色。
最終決戦ではスターローズの特攻の阻止に奔走するが、ブラック6とライノスの集中砲火を食らい、中破する。
ルティエル機
人型であるが機体各所は女性的な姿をしており、全長を超えるほどの巨大な翼と尾翼を有する。翼には機体を守るための盾としての機能だけでなく、無数のビームを撒き散らすこともできる。両腕はビームを集束して球状にして投擲したり、サーベル状に変化することができる。ヒール状の脚部には相手を捕える爪としての機能が備わっている。一点集中の突破攻撃に特化しており、主に追撃戦を得意とする高機動殲滅型機体。ラインは金色。
オペレーション・ヘブンズゲートにおいてスピードでローズ3を翻弄するも、ローズ3のアンカーロープに絡めとられ身動きが取れなくなったところを、ゴールド4の砲撃管制によるゴディニオンの砲撃ユニットの一斉掃射を受けて爆散した。

##### その他の機動兵器
機体構造に生体組織を移植しており、適合するクローン兵が乗ることで性能が上がる反面、カートリッジのエネルギーが底を突くと機体のラインが色を失って性能が低下し、最悪死亡する場合がある。所属する部隊によって機体の特徴が異なる。通常の機動兵器の武装は、掌の内蔵ビーム砲「ビームハンド」や爪を1つにまとめて形成する「ソードハンド」など、基本的には腕部に集約されている。
一般部隊機動兵器
レガトゥスの下で運用される一般機。機体色は黒褐色でラインは所属のレガトゥスのカラーとなっている。
親衛隊機動兵器
親衛隊専用の機動兵器。ジアート機に劣らぬ機動性を誇る。
強襲部隊機動兵器
ドルガナ配下の強襲部隊専用の機動兵器。性能は一般機よりも高く、パイロットも精鋭揃いで初戦闘ではフル装備のアッシュ5機を圧倒した。両手と胸部を使っての大出力ビームを放つことも可能。
ダニール機
ダニール専用の機動兵器。テオーリア機と似たような機体形状をしている。触角が生えている。通常の機動兵器よりも極めて巨大な体躯をしている。ラインはオレンジ色。その巨体を生かしての腕部での格闘攻撃を得意とする。また他の大半のウルガル機と同様、掌部からビームを放つこともできる。テオーリア機と合体もできる。テオーリアと共に地球に向かう際はこの合体状態で長距離航行を行った。
プローティス
『はじまりの少女、約束の螺旋』に登場。ジアート機をベースにオーレリアが製造した最新鋭機。地球人であるトウマが乗れるようになっている。機体色は青色でラインは白となっている。トウマはこの機体に乗りウルガルで起きたクーデターを戦い続け、後に機体のデータとトウマの操縦記録がウルガルから脱出したテオーリアによって地球にもたらされることになる。機体の名前であるプローティスはトウマが名付けたもので、ウルガル語の「プローティスタ（＝原生種族）」から取っている。

#### ウルガルのその他の兵器
戦闘機
ウルガルの戦闘機。無人機で、性能は機動兵器よりも劣るが生産性は極めて高く、人員の少ないウルガル軍にとっては必要な戦力。通常の兵士が乗るタイプもあり、中級兵用、上級兵用なども存在する。戦闘時は機動兵器と共同で運用される。小型で小回りが利くため、拠点内部の防衛として配置できる。

#### ウルガルの艦艇
構造物に生体物質を使用して作られている。特殊な電磁波を纏わせた電磁装甲が使用可能で、荷電粒子砲やローズ3の体当たりにも耐えるほどの高い防御力を持つ。しかし、使用するエネルギーが大きいため索敵されると簡単に発見されるなどの弱点がある。なお、一般部隊機動兵器などと同じく、カラーリングは各レガトゥス配下の艦で異なる。
大型艦
甲殻類のような大型戦艦。主にレガトゥスが旗艦として用いるウルガルの中でも最大級の艦。
中型艦
エイに似た形状の中型戦艦。攻撃・防御・機動力ともにバランスのとれた艦。
小型艦
魚の形をした小型戦艦。最も機動力が高く、主に戦闘機を搭載する。

## 用語

### 国家・組織
特務機関MJP
MJPの正式名称は「Military Junior Pre-academy」。GDF最高司令部直属の特務機関でGC35年に設立された。本来は宇宙での生存に適した人類を作るための遺伝子操作の研究機関であった。しかし、テオーリアとの接触を機に彼女が伝えた危機に対抗できるのが当時はこの機関だけだったため、アッシュへの搭乗を可能とするパイロットを生み出すための機関へと目的が変更された。その後、軍事下級予備学校に改編されてGDF最高司令部直属の特務機関となった。
この計画で生み出された子供たちは生後すぐに一旦育ての親に預けられるが、イズルたち第三世代は養成学校に入学する際に入学以前の記憶を消されている。消された記憶を思い出そうとすることも禁じられている。また、彼らの誕生にはウルガル人のDNAが使用されていることが明らかになった。MJPが行っている計画はGDFには不透明な部分が多く、議論の対象となることも少なくない。
全地球防衛軍GDF
地球歴2050年に国連が発展し、結成された統合政府の軍事組織であり、GDFは「GLOBAL DEFENSE FORCE」の略称。その中の総合国防総省には、GDF最高司令部、統合作戦本部、各国軍が存在する。当初は小惑星帯の紛争調停のために外宇宙経済圏（下記参照）を中心に設立され、その後に旧地球経済圏が参加していったが、ウルガルの出現により目的は大きく変わることになる。外敵であるウルガルに対して物量では圧倒しながらも技術力・情報戦共に敗北しており、開戦以来敵に打撃を与えることができないままじりじりと後退を続けるなど、劣勢に立たされている。さらに、各経済圏間での戦争後の利害得失が絡み合い、上手く調和が取れていない状態である。
作中の描写では大規模部隊は全て宇宙軍として描写されており、地球を主活動とする部隊の存在は語られない。しかし、メガラプトルの前身兵器として地上用機動砲台であるバリオニクスが設定では存在する。
統一米州機構
全地球防衛軍GDFを構成する旧地球経済圏の一つ。南北アメリカを中心とした経済圏。U.O.A.とも呼ばれる。GDFには初期頃から参加している。ウルガルとの戦争には消極的な姿勢を示しており、人材も資金も喪失したくないという思惑で動いている。各経済圏との会議でも他の経済圏へ売り込むことを目的とした戦艦（エンタープライズ級標準大型戦闘母艦）の資料を用意していた。
拡大欧州連合
全地球防衛軍GDFを形成する旧地球経済圏の一つ。EUを元に東欧、バルカン半島まで拡大した経済圏。E.E.U.とも呼ばれる。GDFには初期頃から参加している。
環太平洋・インド連合
全地球防衛軍GDFを構成する旧地球経済圏の一つ。アメリカ合衆国、日本、東南アジア、豪州、インドまでを結んだ経済圏。環太印連合や環太平洋アジア連合、U.P.I.とも呼ばれることがある。GDFには初期頃から参加している。事実上アッシュに関する技術を独占している状態であるため、他の経済圏から技術開示を迫られている。
ベラロシラム諸国会議機構
全地球防衛軍GDFを構成する旧地球経済圏の一つ。ロシア・ベラルーシ連盟国とイスラム諸国会議機構を結んだ経済圏。当初、独自技術の採用と火星の開発を最優先し、GDF参加に反対した（ロシア・ベラルーシは除く）という経緯を持ち、参加への遅れがそのまま宇宙開発の遅れにつながっている。そのため、長らく独自の兵器と戦術を運用してきた。物語後半、独自入手したゴールド4のデータを基にアッシュコピー機Птмо-2サラカプートを製造、実戦配備している。
大中華連合
全地球防衛軍GDFを構成する旧地球経済圏の一つ。中国を中心とした経済圏。中国圏とも呼ばれる。ベラロシラムと同じ理由で当初はGDF参加に反対しており、同じく参加への遅れが宇宙開発への遅れに繋がっている。長らく独自の兵器と戦術を運用してきたことも同じで、オペレーション・ヘブンズゲートには独自開発の機体である先進襲撃机械11型鳳凰を配備し、参加している。
アフリカ合衆国
全地球防衛軍GDFを構成する旧地球経済圏の一つ。アフリカ連合を中心として、EU的な統合を果たした経済圏。アフリカ圏とも呼ばれている。ベラロシラムと大中華ほどではないが、GDFには遅れて参加している。
月・地球連合
全地球防衛軍GDFを構成する外宇宙経済圏の一つ。アメリカ、日本、EU、ロシアを中心として作られた、地球軌道上の軌道都市と月面都市が手を結び独立した経済圏。豊富な資源と安価な燃料を背景に、旧地球経済圏全てを上回る経済力を持つ。ただし、人的資源が不足しており、旧地球経済圏の企業から資本提供を受けているため、実質的にはその支配下にある。GDFで使用されている艦艇の多くはこの経済圏によって建造されている（月のドックなど）。
火星政府
全地球防衛軍GDFを構成する外宇宙経済圏の一つ。火星植民者を中心に作られた新政府。経済的には発展途上だが、豊富な資源を背景に月・地球連合と密接な関係を構築。積極的な移民政策によりGDF参加が遅れた国家や経済的に脆弱な国家などから多数の移民が行われている。しかし現状では一部のドーム都市や開発基地を除き、長期的に人類が居住できるだけの環境は整えられていない。
独立小惑星国家
全地球防衛軍GDFを構成する外宇宙経済圏の一つ。採掘者や採掘企業を中心に、小惑星を占有して独立宣言を行った国家。人口があまりにも少なすぎるため、実質的な権利はほとんど無く、月・地球連合の経済的な支配を受けている。それでも採掘基地だけではなく、多数のGDF基地が建造され、特に準惑星であるケレスは長期的な居住が可能な空間と工廠や軍事施設の設置が行われて、GDF外惑星方面軍の本拠地となっている。
汎銀河統一帝国ウルガル
地球を侵略中の敵であり、正式名称は「銀河渦状腕全域絶対権力統治主権者による悠久なる統一国家」。地球よりも優れた軍事技術を有している。独自の言語を使用するが、劇中ではシーンに応じて日本語訳吹き替えや字幕スーパーを使い分けている。少数精鋭だけを短時間だけ出撃させる戦闘を行うため、GDFは数で勝っているにもかかわらず劣勢である。その正体と目的は、シモンら極少数の者しか知らない機密事項となっている。皇帝によるタ・ヘヴァラ（宣託）に基づき行動を行っており、地球侵攻もそれによるもの。本能の赴くまま行動することを是としており、地球人とは正反対の価値観を持っている。同種族から身を守るために、信頼関係のみでの協力や他者だけが利する自己犠牲という概念が乏しく、互いの利害関係が一致しないと協力をしない（これは彼らが今まで狩ってきた、地球人以外の原生種族も同じであり、むしろ地球側が従来とは違う異質な行動原理を持つとされる）。
夥しいほどの時間を紡いできた種族であるが、現在は種族そのものが衰退期に入っており、種の寿命を延ばす研究は全て失敗に終わったため、過去に居住可能な惑星に「種」を植え付け、十分に成長した種族を狩ることで強靭な遺伝子を獲得し、種の繁栄と存続を狙っている（これらの行為を「シカーラ（狩り）」と呼んでいる）。そのため、地球人を「原生種族」と呼んでいる。全てのウルガル人は、狩りによって得たカートリッジ（播種した種族の遺伝子を結晶化したもの）を摂取しながら生き永らえている。大部分の人民は狩りに肯定派だが、テオーリアのような反対派も存在している。地球側の言語を翻訳できる。地球侵攻に使用しているゲート（時空の穴）は天王星軌道の外にある。
遺伝子に基づいた厳格な身分制度を採っており、自由意志を持てるのは支配者階級だけ。兵士階級は優秀な兵士のウルガル人のクローンであり、上官の命令に従うだけの存在である。
本拠地は内部に皇族やレガトゥスの居城がある巨大母艦（巨大移動要塞）。人工惑星のような佇まいで、各所に攻撃・防衛用の巨大砲や艦船の発進口があり、周囲にはガスが立ち込めている。母星はトゴイと呼ばれる惑星で別に存在する。
ウルガル自体も元々遥かなる太古、銀河中心部方面に発生した超古代種族が銀河の各地に撒いた遺伝子によって誕生した多数の種族の内の一つである。超古代種族はウルガルの祖先に多少の知恵と力を与え、労働力や兵士として使用した。だが、超古代種族の衰退とウルガルの進化によって、最終的には超古代種族に取って代わり、ウルガルは銀河中心部での覇権種族へと成長した。このような歴史があるため、自分たちもいつか新たな種族に取って代わられるという可能性を恐れるようになり、そのために他の種族よりも強くあろうとするのが日常となった。また、この歴史はウルガルに独自の神話を生み出した。
この神話に登場する神性の一つにアロン・タウル（狩りの神、ウルガルを生み出した存在と考えられている）という名の神性が存在し、シカーラ（狩り）はこのアロン・タウルへの供物のために行っているという側面もあり、タ・ヘヴァラ（宣託）とも深く関わっている。また、ウルガルの王族は同じウルガル人からダ・キハァンの末裔と呼ばれているが、ダ・キハァンというのはアロン・タウルの分身、ウルガル母星で最初に人の姿を得た存在であると、この神話では伝わっている。

### MJP・GDFの施設
スターローズ
地球の衛星軌道上に位置する、スカイフック型の次世代宇宙ステーション。地球の大地から軌道エレベータを通じて宇宙へ咲いた巨大なバラのような形状をしており、MJPやGDFの拠点、そこで働く者たちの生活の場として機能している。内部には朝は5時になると切り替わる昼と夜のモードが存在し、モードが切り替わる際に上部のシェルター（巨大な花のように見える部分。カメラレンズの虹彩絞りのような形状・動作になっている）の開口部が拡大・縮小する。シェルターは間に放射線を防ぐために水を入れた水槽を含む二重構造になっており、それを有効活用するための食材確保を兼ねてさまざまな魚や魚介類（イワシなどの小魚をはじめ、巨大なイカやマグロに至るまで）の養殖を行っている。これらの水産物は「宇宙イカ」など「宇宙」と頭に付く名称の塩辛や焼き魚などとして、GDFの食堂にも提供されている。民間人居住区には「スターローズ銀座商店街」（略称：ロー銀）という商店街が存在する。商店街のマスコットは、スターローズのシェルターの開口部に目を1つ付けたような姿の「ローズちゃん」。
最終決戦において作戦宙域に移動する艦に変形し、作戦の要であるストラグルレーザーへのエネルギー供給源として作戦に参加する。コアにはテオーリアが地球へ亡命する際乗ってきた艦を改修したものが使用されている。
グランツェーレ都市学園
MJP機関の全寮制養成施設。地球校は北海道・富良野、宇宙校はスターローズに所在。地球校の周りにはラベンダー畑が広がる。12歳以上のMJPが入学を許可されており、学園の学生は全体的に、エリート意識が強く、他人を見下しがちで協調性に欠ける。MJP計画で作成された改造遺伝子のサンプルはここに保管されている。
ウンディーナ
GDFの資源開発基地が置かれている小惑星。採掘場は既に廃坑となっているが、採掘後の利用も想定されており、居住区や軍事施設なども設けられている。駐屯していた軍は統一米州機構、拡大欧州連合、環太平洋・インド連合の三勢力だが、ウルガルの攻撃を受けた際に統一米州機構と拡大欧州連合は早々に撤退し、環太平洋・インド連合軍は撤退の決定が遅れ、全滅の危険に晒されたため、アッシュの投入を決定した所から物語が始まる。
ケレス基地
GDFの軍事基地が置かれている準惑星。ケレス大戦の際にはこの基地がGDF軍の司令部として機能し、戦術重レーザー照射装置の制御もこの基地で行われた。ケレス大戦でGDFが大敗した際には勢力圏の縮小により維持できずに放棄された。
ヴェスタ基地
GDFの補給基地となっている重要拠点。ヘリウム3や氷が採掘されている。地表には常に硫黄が噴出しており、視界は悪い。

### 技術・兵器
アッシュ
AHSMB=「Advanced-High-Standard-Multipurpose-BattleDevice（新世代高規格汎用戦闘デバイス）」の通称。ウルガルとの決戦のため、英知を結集させて産み出した次世代汎用戦闘デバイスで、ウルガルと互角に戦える兵器。
搭乗者の生存防衛本能とリンクする「JURIA-SYSTEM」（ジュリアシステム）を搭載する。運用は専用のピット艦と整備クルーにより行われ、機体は「コアモジュール」と呼ばれる全高9.2mの素体と各機専用のパーツから構成されている。性能が高い分、扱いが難しい。ひとたび攻撃に転じれば凄まじい爆発力を見せることもあるが、消耗が激しく故障も多くなってしまう。また、機体自身に自我が存在し、自ら行動を起こしたり作動することがある。
ウルガルの技術を基に作られているため、ウルガルの機体特性と共通点がある。地球人が乗れるようにMJPのメンバーが改造を行った。操縦席も特徴があり、ブルー1とレッド5は通常の座席式、ゴールド4は座席式だが精密射撃用のスコープが内部にあり、ローズ3はバイクに跨るような前傾姿勢式、パープル2は立ち乗り式、ブラック6は操縦桿などはなく、操作はタッチセンサー式となっている。
開発史としては、まずMF-86Aライノスをベースにアッシュ試作1号機・ブルー1が完成。その後ブルー1をベースにアッシュ運用テスト（アサギも参加している）が一年間行われ、この試験結果を元にパープル2、ローズ3、ゴールド4、レッド5が製造された。それらの5機の運用データとライノスを中心とした戦闘データを元に、試作6号機から10号機が量産を前提として開発され、最終的には試作6号機（ブラック6）ベースで量産が行われた。
JURIA-SYSTEM（ジュリアシステム）
MJPが開発したシステムであり、外宇宙科学の最終応用系。名称は開発者のジュリア・ツダ博士（故人、若くして死亡している）に由来する。アッシュに初めて搭載されたシステムであり、機体AIに搭乗者のDNAを登録し、登録された搭乗者とシステムが繋がることで真価を発揮する。しかし生存本能とリンクしている都合上、生存本能が「闘う」方向（闘争本能）へ向かないとまともに操作できない。闘争本能が高まったアッシュは戦闘能力が上昇するが無理をして故障しやすくなる。その反対に防御本能が高まった状態では回避行動を優先する。
アッシュに自我が存在するのはこのシステムのためである。
ハーモニック・レベル
アッシュとの繋がりを示す数値（自然数による値）で、パイロットの状態によって上下する。レベルが上昇すると機体性能と搭乗者の操縦技能が上昇し、アッシュ自身も武器を選択・要請したりすることがある。しかし過度のレベル上昇によってアッシュが搭乗者の自我の乗っ取りなどを行う危険性が存在する。

### その他の用語
新宇宙暦（GC）
地球暦（西暦）2023年に人類が宇宙への進出を果たしたことからこの年を「宇宙元年」とし、作中ではこの元号が使われる。
テオーリアとダニールの地球への亡命がGC36年、ウルガルとの初戦闘がGC80年、本編はGC88年1月から12月までを描いた物語である。
オペレーション・サルバーレ
第1話、ウルガルのラダ隊による奇襲を受けたウンディーナ基地の撤退作戦。当該基地から人員が撤退するまでの30分間を凌ぎ切ることを命じられた「ザンネン5」ことチームラビッツだったが、ハーモニックレベルが急上昇したレッド5を中心にした猛攻でラダ隊を撤退に追い込んだ。これは人類にとって初の勝利と呼べる戦いであり、ラビッツには「マジェスティックプリンス」の呼称がマスコミ各社によって付けられることになる。
ケレス大戦（オペレーション・サンダーボルト）
第7話と第8話、ケレス周辺で行われた、GDFによるウルガルに対する反攻作戦。小惑星に設置されたウルガルの前線基地を戦術重レーザー照射装置で破壊することを第一目標とし、その目標自体は達成されたが、作戦開始前や基地破壊成功直後のウルガル側の奇襲などにより損耗率が40%（全滅判定が出る損耗率）を越え、GDFは大打撃を被った。公にはウルガルをアステロイドベルトに足止めすることに成功した、と報じている。
オペレーション・イーグルランデッド
第19話、ゲートの位置発見のための超長距離強行偵察任務で、チームドーベルマンに命じられた。ランディとチャンドラはこの任務が半ば片道切符であることを覚悟しており、いざという時はパトリックだけは逃がすつもりだった。犠牲を出しながらも最終的にはゲートの情報を持ち帰ることに成功する。
オペレーション・ヘブンズゲート
オペレーション・イーグルランデッドにて特定したゲートの破壊作戦であり、本編の最終作戦。ゲートを守るウルガルとの死闘の末、最終的にスターローズを超大型質量兵器としてゲートへとぶつけ、破壊に成功する。
ゲート
ウルガルが他文明への侵攻に使用する極めて巨大なワープ装置。地球圏への侵攻時に際し木星付近に設置された。防衛用の武装は存在しなかったが、テオーリアが地球に亡命した後に仕様変更がなされており、ストラグルレーザーなどの戦術級の光学兵器に対抗するための高エネルギー障壁が実装されている。通常時でもストラグルレーザー三基による同時斉射を無効化するほどの防御力を持つが、艦隊のエネルギーを供給することでさらに防御力を高めることができる。

## スタッフ
- 原作 - 創通 / フィールズ
- 監督 - 元永慶太郎
- 副監督 - 則座誠
- シリーズ構成 - 吉田玲子
- 軍事・SF考証 - 鈴木貴昭
- キャラクターデザイン - 平井久司
- MJPメカデザイン - 谷裕司
- GDFメカデザイン - 森木靖泰
- ウルガルメカデザイン・メカ作画監督 - 渡辺浩二
- 美術監督 - 前田実
- セットデザイン - 岩畑剛一
- 色彩設計 - 石黒けい、真壁源太
- 撮影監督 - 桑野貴文（TV版）、後藤真美（劇場版）
- 編集 - たぐまじゅん（TV版）、平木大輔（劇場版）
- CGプロデューサー - 井野元英二
- CGディレクター - 都田崇之
- 音響監督 - えびなやすのり
- 音楽 - 渡辺俊幸
- 音楽プロデューサー - 中村方俊
- プロデューサー - 高篠秀一、沼田知己、吉澤隆、後藤能孝
- アニメーションプロデューサー - 中村陽介
- アニメーション制作 - 動画工房×オレンジ（TV1話-24話）、セブン・アークス・ピクチャーズ×オレンジ（TV25話、劇場版）
- 製作 - MJP製作委員会

## 主題歌
オープニングテーマ
「私は想像する」（第2話 - 第12話）
作詞・作曲 - 石川智晶 / 編曲 - Zeling works / 歌 - 昆夏美
第1話・第19話・第24話では挿入歌として使用。
「PROMPT」（第13話 - 第23話）
作詞 - オノダヒロユキ / 作曲 - 古代祐三 / 編曲 - 宮永治郎 / 歌 - 昆夏美

エンディングテーマ
「サヨナラっていう」（第1話 - 第12話）
作詞・作曲・編曲・歌 - 石川智晶
「アリガトウ。タダイマ。」（第13話 - 第15話、第17話、第18話、第23話）
作詞 - オノダヒロユキ / 作曲 - 伊藤賢治 / 編曲 - 梅堀淳 / 歌 - クギミヤ・ケイ（日笠陽子）、イリエ・タマキ（井口裕香）
第14話ではケイの、第15話・第18話ではタマキのソロVer.を使用。
「僕たちは生きている」（第16話、第21話、第22話）
作詞・作曲・編曲 - 大隅知宇 / 歌 - ヒタチ・イズル（相葉裕樹）、アサギ・トシカズ（浅沼晋太郎）、スルガ・アタル（池田純矢）
「Respect Me」（第19話）
作詞・作曲 - 石川智晶 / 編曲 - 西田マサラ / 歌 - 石川智晶
「心はひとつじゃない」（第20話）
作詞 - 松本一起 / 作曲・編曲 - 上倉紀行 / 歌 - 昆夏美

挿入歌
「ココロ」（第6話）
作詞・作曲 - 石川智晶 / 編曲 - Zeling works / 歌 - 昆夏美
「その逆」（第24話）
作詞・作曲 - 石川智晶 / 編曲 - 土屋学 / 歌 - 石川智晶

劇場版主題歌
「消えない宙」
作詞 - Rico / 作曲・編曲 - 齋藤真也 / 歌 - 昆夏美

## 各話リスト
| 話数                   | サブタイトル                   | 脚本               | 絵コンテ           | 演出                  | 作画監督                                         | 総作画監督              | ミッション                                                       |                    |
| 第一章「新兵たち」     | 第一章「新兵たち」             | 第一章「新兵たち」 | 第一章「新兵たち」 | 第一章「新兵たち」    | 第一章「新兵たち」                               | 第一章「新兵たち」      | 第一章「新兵たち」                                               | 第一章「新兵たち」 |
| ---------------------- | ------------------------------ | ------------------ | ------------------ | --------------------- | ------------------------------------------------ | ----------------------- | ---------------------------------------------------------------- | ------------------ |
| #001                   | 出撃                           | 吉田玲子           | 元永慶太郎         | 元永慶太郎            | 平井久司                                         | -                       | オペレーション・サルヴァーレ （GDF最前線基地ウンディーナ）       |                    |
| #002                   | ヒーロー誕生                   | 吉田玲子           | 岩畑剛一           | 則座誠                | 曾我篤史                                         | 佐光幸恵                | 監視レーダー再配置 （GDF・ウルガル戦線宙域）                     |                    |
| #003                   | 奇襲                           | 吉田玲子           | 元永慶太郎         | 黒田やすひろ          | 皆川一徳                                         | 高岡じゅんいち 佐光幸恵 | オペレーション・ナイトブロウ （木星軌道 ウルガル定期航路）       |                    |
| #004                   | 喪失                           | 吉田玲子           | こでらかつゆき     | 山口頼房              | 大河原晴男 長谷川亨雄                            | 高岡じゅんいち 佐光幸恵 | オペレーション・ナイトブロウB （木星軌道 ウルガル定期航路）      |                    |
| #005                   | 小惑星基地潜入作戦             | 志茂文彦           | 小林孝志           | 末田宜史              | 菊池政芳 杉本光司                                | 牧孝雄 佐光幸恵         | オペレーション・ナヴァロン （小惑星R221上 ウルガル基地）         |                    |
| #006                   | 卒業                           | 吉田玲子           | ウシロシンジ       | ウシロシンジ 矢野孝典 | 古賀誠                                           | 高岡じゅんいち 佐光幸恵 | 模擬演習 （富良野・グランツェーレ都市学園）                      |                    |
| 第二章「絆」           |                                |                    |                    |                       |                                                  |                         |                                                                  |                    |
| #007                   | 欲望の牙城                     | 吉田玲子           | こでらかつゆき     | 則座誠                | 﨑本さゆり、KIM YONG SIK KIM SHIN YOUNG          | 高岡じゅんいち          | オペレーション・サンダーボルト （準惑星ケレス・GDF前線総司令部） |                    |
| #008                   | ケレス大戦                     | 鈴木貴昭           | 元永慶太郎         | 元永慶太郎            | ふくだのりゆき                                   | 牧孝雄                  | オペレーション・サンダーボルトB （準惑星ケレス近郊）             |                    |
| #009                   | 開示                           | 志茂文彦           | 小林孝志           | 山口頼房              | 大河原晴男 外山陽介                              | 高岡じゅんいち          | 整備 （宇宙ステーション・スターローズ）                          |                    |
| #010                   | 狩るもの、狩られるもの         | 志茂文彦           | こでらかつゆき     | 末田宜史              | 菊池政芳 菊永千里                                | 牧孝雄                  | GDF秘密事項ブリーフィング （宇宙ステーション・スターローズ）     |                    |
| #011                   | オペレーション・アレス         | 鈴木貴昭           | ウシロシンジ       | 矢野孝典              | 古賀誠                                           | 高岡じゅんいち          | オペレーション・アレス （火星地表・マリネリス峡谷）              |                    |
| #012                   | シークレットミッション         | 伊藤ヒロ           | 則座誠             | 則座誠                | 佐光幸恵                                         | -                       | 広報任務 （宇宙ステーション・スターローズ）                      |                    |
| 第三章「激闘」         |                                |                    |                    |                       |                                                  |                         |                                                                  |                    |
| #013                   | 孤高のエース                   | 吉田玲子           | 元永慶太郎         | 松村樹里亜            | 牙威格斗 高松さや                                | 牧孝雄                  | オペレーション・イオウトー （GDF採掘拠点・ヴェスタ基地）         |                    |
| #014                   | アッシュの影                   | 志茂文彦           | こでらかつゆき     | 山口頼房              | 片岡千春、外山陽介 大河原晴男、長谷川亨雄        | 高岡じゅんいち          | オペレーション・ゴライアス （シップグレーブ・アトラクター）      |                    |
| #015                   | ヴェスタ防衛                   | 鈴木貴昭           | 小林孝志           | 末田宜史              | Kim YONGSIK KIM SHINYEONG                        | 牧孝雄                  | ヴェスタ基地防衛 （最前線・ヴェスタ基地）                        |                    |
| #016                   | 君のヒーロー                   | 吉田玲子           | ウシロシンジ       | 矢野孝典              | 森田実                                           | 高岡じゅんいち          | GDF他各経済圏における会議 （宇宙ステーション・スターローズ）     |                    |
| #017                   | 都市学園防衛戦（前篇）         | 志茂文彦           | 元永慶太郎         | 江口大輔              | 小宮山由美子                                     | 佐光幸恵                | グランツェーレ都市学園防衛 （地球・富良野ラベンダー畑）          |                    |
| #018                   | 都市学園防衛戦（後篇）         | 志茂文彦           | 元永慶太郎         | 江口大輔              | 渡辺浩二                                         | -                       | グランツェーレ都市学園防衛B （地球・富良野ラベンダー畑）         |                    |
| 最終章「輝〈ひかり〉」 |                                |                    |                    |                       |                                                  |                         |                                                                  |                    |
| #019                   | ディープリーコン               | 鈴木貴昭           | ウシロシンジ       | 山口頼房              | 梶浦紳一郎 原田峰文                              | 佐光幸恵 高岡じゅんいち | オペレーション・イーグルランデッド （木星付近・ゲート）          |                    |
| #020                   | 宿命の遺伝子                   | 吉田玲子           | 松村樹里亜         | 松村樹里亜            | 藤田正幸、小澤円 千光士海登                      | 牧孝雄                  | 待機・調整 （宇宙ステーション・スターローズ）                    |                    |
| #021                   | 決戦前夜                       | 吉田玲子           | 元永慶太郎         | 松村樹里亜            | KIM YONGSIK KIM SHINYEONG                        | 高岡じゅんいち          | オペレーション ヘブンズゲート （宇宙ステーション・スターローズ） |                    |
| #022                   | オペレーション・ヘヴンズゲート | 志茂文彦           | 即座誠             | 即座誠                | 青原裕士、伊藤悠太 舘崎大                        | -                       | オペレーション ヘブンズゲートB （木星付近・ゲート）              |                    |
| #023                   | アーレア・ヤクタ・エスト       | 鈴木貴昭           | 岩畑剛一           | 江口大輔              | 青野厚司、小宮山由美子 舘崎大                    | 高岡じゅんいち          | オペレーション ヘブンズゲートC （木星付近・ゲート）              |                    |
| #024                   | 宇宙に散る花                   | 吉田玲子           | 元永慶太郎         | 松村樹里亜            | 佐光幸恵、高岡じゅんいち 牧孝雄、今岡大 平井久司 | -                       | オペレーション ヘブンズゲートD （木星付近・ゲート）              |                    |
|                        |                                |                    |                    |                       |                                                  |                         |                                                                  |                    |
| #025                   | 未来への翼                     | 鈴木貴昭           | 即座誠             | 即座誠                | 飯嶋友里恵、平田賢一                             | 牧孝雄                  | -                                                                |                    |

- 第12話の翌週は、日笠陽子と井口裕香の顔出し出演番組『銀河機攻隊 マジェスティックプリンス 特別編「ザンネンなんかで終わんない!!」』を放送した。収録はNOTTVのスタジオで行われ、日笠と井口がシリーズ後半へ向けて物語を振り返ると共に、アフレコの裏話などが披露された[21]。
- 第25話は2016年9月29日の『マジェスティックアワー』前半部で放映された新作。劇場版のプロローグに当たる。第24話までのシリーズ構成を担当した吉田玲子は脚本監修についている。

## 放送局
いわゆるUHFアニメとしては珍しく多局で放送された。基本的に深夜枠であるが、TOKYO MX・tvk・KBS京都・NOTTVの4局はプライムタイムに放送されていた。
| 放送地域       | 放送局             | 放送期間                                      | 放送日時                              | 放送系列               | 備考                                             |
| -------------- | ------------------ | --------------------------------------------- | ------------------------------------- | ---------------------- | ------------------------------------------------ |
| 東京都         | TOKYO MX           | 2013年4月4日 - 9月19日                        | 木曜 22:30 - 23:00                    | 独立局                 |                                                  |
| 神奈川県       | tvk                | 2013年4月4日 - 9月19日                        | 木曜 22:30 - 23:00                    | 独立局                 |                                                  |
| 京都府         | KBS京都            | 2013年4月4日 - 9月19日                        | 木曜 22:30 - 23:00                    | 独立局                 |                                                  |
| 兵庫県         | サンテレビ         | 2013年4月5日 - 9月20日                        | 金曜 0:30 - 1:00（木曜深夜）          | 独立局                 |                                                  |
| 奈良県         | 奈良テレビ         | 2013年4月5日 - 9月20日                        | 金曜 0:30 - 1:00（木曜深夜）          | 独立局                 |                                                  |
| 千葉県         | チバテレビ         | 2013年4月5日 - 9月20日                        | 金曜 1:00 - 1:30（木曜深夜）          | 独立局                 |                                                  |
| 埼玉県         | テレ玉             | 2013年4月5日 - 9月20日                        | 金曜 1:05 - 1:35（木曜深夜）          | 独立局                 |                                                  |
| 静岡県         | テレビ静岡         | 2013年4月5日 - 9月27日                        | 金曜 1:10 - 1:40（木曜深夜）          | フジテレビ系列         |                                                  |
| 北海道         | テレビ北海道       | 2013年4月5日 - 9月20日                        | 金曜 1:35 - 2:05（木曜深夜）          | テレビ東京系列         | 作品の舞台地                                     |
| 福島県         | 福島テレビ         | 2013年4月5日 - 9月20日                        | 金曜 1:40 - 2:10（木曜深夜）          | フジテレビ系列         |                                                  |
| 愛知県         | テレビ愛知         | 2013年4月5日 - 9月20日                        | 金曜 2:05 - 2:35（木曜深夜）          | テレビ東京系列         |                                                  |
| 岡山県・香川県 | テレビせとうち     | 2013年4月5日 - 9月20日                        | 金曜 2:15 - 2:45（木曜深夜）          | テレビ東京系列         |                                                  |
| 石川県         | 北陸放送           | 2013年4月5日 - 9月20日                        | 金曜 2:45 - 3:15（木曜深夜）          | TBS系列                |                                                  |
| 福岡県         | TVQ九州放送        | 2013年4月5日 - 9月20日                        | 金曜 3:00 - 3:30（木曜深夜）          | テレビ東京系列         |                                                  |
| 日本全域       | ニコニコ生放送     | 2013年4月4日 - 9月23日 2016年7月7日 - 9月29日 | 月曜 23:00 - 23:30 木曜 22:00 - 23:00 | ネット配信             | 特別編は配信なし（2013年） 2話連続配信（2016年） |
| 新潟県         | 新潟放送           | 2013年4月6日 - 9月21日                        | 土曜 1:50 - 2:20（金曜深夜）          | TBS系列                |                                                  |
| 三重県         | 三重テレビ         | 2013年4月6日 - 9月21日                        | 土曜 1:50 - 2:20（金曜深夜）          | 独立局                 |                                                  |
| 鹿児島県       | 鹿児島テレビ       | 2013年4月6日 - 9月21日                        | 土曜 1:50 - 2:20（金曜深夜）          | フジテレビ系列         |                                                  |
| 長野県         | 長野放送           | 2013年4月6日 - 9月21日                        | 土曜 2:10 - 2:40（金曜深夜）          | フジテレビ系列         |                                                  |
| 山口県         | 山口放送           | 2013年4月7日 - 9月29日                        | 日曜 2:15 - 2:45（土曜深夜）          | 日本テレビ系列         |                                                  |
| 日本全域       | BS日テレ           | 2013年4月8日 - 9月23日                        | 月曜 0:00 - 0:30（日曜深夜）          | 日本テレビ系列・BS放送 |                                                  |
| 宮城県         | 仙台放送           | 2013年4月8日 - 9月30日                        | 月曜 1:15 - 1:45（日曜深夜）          | フジテレビ系列         |                                                  |
| 広島県         | 広島テレビ         | 2013年4月8日 - 10月7日                        | 月曜 1:20 - 1:50（日曜深夜）          | 日本テレビ系列         |                                                  |
| 愛媛県         | テレビ愛媛         | 2013年4月8日 - 9月30日                        | 月曜 1:25 - 1:55（日曜深夜）          | フジテレビ系列         |                                                  |
| 日本全域       | バンダイチャンネル | 2013年4月8日 - 9月30日                        | 月曜 12:00 更新                       | ネット配信             | 特別編は配信なし                                 |
| 日本全域       | ニコニコチャンネル | 2013年4月8日 - 9月30日                        | 月曜 23:30 更新                       | ネット配信             | 特別編は配信なし                                 |
| 日本全域       | AT-X               | 2013年4月10日 - 9月25日                       | 水曜 20:30 - 21:00                    | CS放送                 | リピート放送あり                                 |
| 青森県         | 青森テレビ         | 2013年4月12日 - 10月4日                       | 金曜 1:33 - 2:03（木曜深夜）          | TBS系列                |                                                  |
| 群馬県         | 群馬テレビ         | 2013年4月14日 - 9月29日                       | 日曜 23:30 - 月曜 0:00                | 独立局                 |                                                  |
| 熊本県         | 熊本県民テレビ     | 2013年4月20日 - 10月5日                       | 土曜 1:58 - 2:28（金曜深夜）          | 日本テレビ系列         |                                                  |
| 日本全域       | NOTTV              | 2013年5月14日 - 10月22日                      | 火曜 21:00 - 21:30                    | モバキャス             | リピート放送あり                                 |
| 日本全域       | BS11               | 2016年7月8日 - 9月30日                        | 金曜 2:00 - 3:00（木曜深夜）          | BS放送                 | 2話連続放送 『ANIME+』枠                         |

## 関連商品

### BD / DVD
BDBOXのみ一部チェーン店舗およびネットショップで購入するとノベルティが付く場合もある。
| 巻     | 発売日         | 収録話          | 規格品番   | 規格品番   |
| 巻     | 発売日         | 収録話          | BD         | DVD        |
| ------ | -------------- | --------------- | ---------- | ---------- |
| 1      | 2013年6月21日  | 第1話 - 第3話   | TBR-23151D | TDV-23159D |
| 2      | 2013年7月26日  | 第4話 - 第6話   | TBR-23152D | TDV-23160D |
| 3      | 2013年8月23日  | 第7話 - 第9話   | TBR-23153D | TDV-23161D |
| 4      | 2013年9月20日  | 第10話 - 第12話 | TBR-23154D | TDV-23162D |
| 5      | 2013年10月25日 | 第13話 - 第15話 | TBR-23155D | TDV-23163D |
| 6      | 2013年11月22日 | 第16話 - 第18話 | TBR-23156D | TDV-23164D |
| 7      | 2013年12月20日 | 第19話 - 第21話 | TBR-23157D | TDV-23165D |
| 8      | 2014年1月24日  | 第22話 - 第24話 | TBR-23158D | TDV-23166D |
| BOX    | 2016年9月14日  | 第1話 - 第24話  | TBR-26194D | -          |
| 劇場版 | 2017年1月18日  | -               | TBR-26296D | TDV-26297D |

| 店舗                 | ノベルティ             |
| -------------------- | ---------------------- |
| TOHO animation store | A4判クリスタルプリント |
| アニメイト           | A3判布タペストリー     |
| Amazon.co.jp         | アクリルスタンド       |
| ソフマップ           | B2判布ポスター         |

### CD
| 発売日         | タイトル                                                                      | 規格品番   |
| -------------- | ----------------------------------------------------------------------------- | ---------- |
| 2013年8月21日  | アリガトウ。タダイマ。／僕たちは生きている                                    | THCS-60003 |
| 2013年10月16日 | 銀河機攻隊マジェスティックプリンス キャラクターソング【PURPLE】クギミヤ・ケイ | THCS-60016 |
| 2013年10月16日 | 銀河機攻隊マジェスティックプリンス キャラクターソング【ROSE】イリエ・タマキ   | THCS-60017 |
| 2013年11月20日 | 銀河機攻隊マジェスティックプリンス キャラクターソング【RED】ヒタチ・イズル    | THCS-60018 |
| 2013年11月20日 | 銀河機攻隊マジェスティックプリンス キャラクターソング【BLUE】アサギ・トシカズ | THCS-60019 |
| 2013年12月18日 | 銀河機攻隊マジェスティックプリンス キャラクターソング【GOLD】スルガ・アタル   | THCS-60020 |
| 2013年12月18日 | 銀河機攻隊マジェスティックプリンス オリジナル・サウンドトラック               | THCA-60022 |
| 2016年10月12日 | 銀河機攻隊マジェスティックプリンス CD-BOX                                     | THCA-60106 |

## 書誌情報

### 漫画
マジェスティックプリンス
アニメに先行して漫画誌『月刊ヒーローズ』2011年11月1日創刊号から連載中。アニメ版と同じ世界観・時間軸であるが登場人物の設定や性格容姿、年齢や人間関係は全く異なる内容となっており、グランツェーレ都市学園を舞台にした学園漫画ストーリー。
銀河機攻隊 マジェスティックプリンス（漫画版）
アニメのストーリーに準拠したコミカライズ版。『ニュータイプエース』（角川書店）にて2013年Vol.20（4月10日発売）からVol.23（7月10日発売）まで連載した後、同誌休刊に伴いニコニコ静画内のweb雑誌『角川ニコニコエース』に移籍し、継続された。作画は尾崎祐介が担当。
- 第1巻 ISBN 978-4-04-120734-5 - 2013年7月9日発売
- 第2巻 ISBN 978-4-04-120923-3 - 2013年11月8日発売

### 関連書籍
銀河機攻隊 マジェスティックプリンス オフィシャルアーカイブ
一迅社より刊行。2013年12月13日発売。ISBN 978-4-7580-1347-5

## Web漫画・Web小説
MZ5! まじでザンネン5人組
2013年4月18日より公式サイトで配信のスピンオフカラー1ページ漫画。作者は斎藤かよこ。
1. ケイ集中砲火 - 2013年4月18日配信
2. 全部これのせい - 2013年4月18日配信
3. エリートな部分 - 2013年4月22日配信
4. オレの部屋になにかいる - 2013年4月25日配信
5. とばっちり - 2013年5月2日配信
6. 拳で語れ - 2013年5月9日配信
7. 本能の祭典 - 2013年5月16日配信
8. ウルガ〜予想大会 - 2013年5月23日配信
9. このチームはケイに監視されています - 2013年5月30日配信
10. 誰か教えてあげて - 2013年6月6日配信
11. お宝発見 - 2013年6月13日配信
12. すーっと溶けて胃に優しい - 2013年6月20日配信
13. 編隊を組むのは先輩だ! - 2013年7月4日配信
14. 君の名は - 2013年7月11日配信
15. ポロっと - 2013年7月18日配信
16. アマネオリジナル - 2013年7月25日配信
17. 成功報酬 - 2013年8月2日配信
18. ミニゲーム - 2013年8月10日配信
19. 反射ゲーム - 2013年8月16日配信
20. いつもの - 2013年8月26日配信
21. 呼び方練習 - 2013年9月1日配信
22. どっきりおむすび - 2013年9月6日配信
23. 都市伝説 - 2013年9月20日配信
24. 覚醒 - 2013年9月20日配信

まじぇぷり! デンジャラス★スイーツ
上記の『MZ5!』をリニューアルし、2013年10月25日より2014年3月28日まで月刊ヒーローズWEBサイトで連載されたモノクロ漫画。引き続き斎藤かよこが漫画を担当。ストーリーの繋がった複数本の4コマ漫画で1話が構成されている。サイトには配信日の記載はないが作者のツイッターで告知しており、毎週金曜日に更新されていた。
1. #001 恋する金魚たち - 2013年10月25日配信
2. #002 ハッピーハロウィン! - 2013年11月1日配信
3. #003 GDF文化祭 (1) - 2013年11月8日配信
4. #004 GDF文化祭 (2) - 2013年11月15日配信
5. #005 GDF文化祭 (3) - 2013年11月22日配信
6. #006 GDF文化祭 (4) - 2013年11月29日配信
7. #007 ラビッツ・クリスマス (1) - 2013年12月6日配信
8. #008 ラビッツ・クリスマス (2) - 2013年12月13日配信
9. #009 ラビッツ・クリスマス (3) - 2013年12月20日配信
10. #010 ゆく酒くる酒 - 2013年12月27日配信
11. #011 どきどき温泉旅行! (1) - 2014年1月10日配信
12. #012 どきどき温泉旅行! (2) - 2014年1月17日配信
13. #013 どきどき温泉旅行! (3) - 2014年1月24日配信
14. #014 タマキのダイエット - 2014年1月31日配信
15. #015 バレンタインにブラストオフ - 2014年2月7日配信
16. #016 オペレーション・チョコレート - 2014年2月14日配信
17. #017 ゆきうさぎは大はしゃぎ - 2014年2月21日配信
18. #018 女子力MAX! 闇鍋大会 - 2014年2月28日配信
19. #019 バーゲン大戦 - 2014年3月7日配信
20. #020 最高の贈り物 - 2014年3月14日配信
21. #021 卒業記念にくださいな★ - 2014年3月21日配信
22. #022 最終話 こうさぎ卒業旅行 - 2014年3月28日配信

『銀河機攻隊 マジェスティックプリンス』 はじまりの少女、約束の螺旋
「このマンガがすごい!WEB」（宝島社）にて2016年7月より連載開始したWeb小説。作は宍戸義孝（劇場版の脚本担当）。本編よりさかのぼること55年前、人類が初めてウルガルと接触したことについてのエピソードとなる。

## Webラジオ
GDF広報室提供「MJPザンネンラジオ」
2013年4月11日から同年9月26日まで、音泉で毎週木曜日に配信されていたラジオ番組。全24回。パーソナリティは、浅沼晋太郎（アサギ・トシカズ 役）、池田純矢（スルガ・アタル 役）、ブリドカットセーラ恵美（ナトリ・シオン 役）。
※池田純矢は第11回まで担当（第8回、第9回は不在）。第10回、第20回はブリドカットセーラ恵美のみ。
ゲスト
- 第03回 - 井口裕香（イリエ・タマキ 役）
- 第04回 - 相葉裕樹（ヒタチ・イズル 役）
- 第05回 - 日笠陽子（クギミヤ・ケイ 役）
- 第09回 - 大原さやか（西園寺レイカ 役）
- 第10回 GDF広報室提供「MJPガッカリラジオ」 - 勝杏里（ランディ・マクスウエル 役）、藤原祐規（ラケシュ・チャンドラセカール 役）、村瀬歩（パトリック・ホイル 役）
- 第12回 - 中西としはる（コミネ・ダイ 役）
- 第13回、第14回 - 野島裕史（ジークフリート・フォン・ヴェスターナッハ 役）
- 第15回、第16回 - 渡辺明乃（クロキ・アンジュ 役）
- 第17回、第18回 - 浅野真澄（アマネ 役）
- 第19回（公開録音回）- 池田純矢、鈴木千尋（ダニール、ラダ 役）、元永慶太郎（監督）、都田崇之（CGディレクター）、吉澤隆（プロデューサー）
- 第20回 GDF広報室提供「MJPガッカリラジオ」チームドーベルマン追悼スペシャル - 勝杏里、藤原祐規、村瀬歩
- 第21回、第22回 - 伊藤静（テオーリア 役）
- 第23回 - 相葉裕樹
- 第24回 - 東地宏樹（シモン・ガトゥ 役）

GDF広報室提供「MJPザンネンラジオ」ver.2
2016年4月29日から11月25日まで、音泉で毎月最終金曜日に配信されていたラジオ番組。全8回。パーソナリティは、浅沼晋太郎（アサギ・トシカズ 役）。
ゲスト
- 第01回 - 池田純矢（スルガ・アタル 役）
- 第02回 - 相葉裕樹（ヒタチ・イズル 役）
- 第03回 - 井口裕香（イリエ・タマキ 役）
- 第04回 - 日笠陽子（クギミヤ・ケイ 役）
- 第05回 - ブリドカットセーラ恵美（ナトリ・シオン 役）
- 第06回 - 日高里菜（アンナ 役）
- 第07回 - 杉田智和（スギタ 役）
- 第08回 - 相葉裕樹、池田純矢

## ゲーム
マジェスティックプリンス シューティングヒーロー
スマートフォン向けアプリとして、2014年2月26日から10月17日まで配信された。ジャンルはタップシューティングゲーム。
スーパーロボット大戦X-Ω
スマートフォン向けアプリ。2016年11月1日から8日まで期間限定で参戦。ジャンルはタップシミュレーションロールプレイングゲーム。イズルとレッドファイブがプレイアブルユニットとして登場。
2018年11月11月16日から23日までに復刻参戦。前回の参戦時にいなかったチームラビッツの面々が追加され、イズルには新規にボイスが追加された。
GESTALT ODEN（ゲシュタルト・オーディン）
スマートフォン向けアプリ。2018年10月18日から配信開始。ジャンルはクロスオーバーRPG。イズルのみ参戦。
スーパーロボット大戦30
シミュレーションRPG。2021年10月28日発売。
スーパーロボット大戦Y
シミュレーションRPG。2025年8月28日予定発売。

## 遊技機
パチスロ 銀河機攻隊 マジェスティックプリンス
2015年8月に発表され、同年11月よりホールで稼働。ディ・ライトから発売され、共同原作のフィールズと共同販売する。
CR銀河機攻隊 マジェスティックプリンス（パチンコ）
2016年4月に大一商会より発売。フィールズと共同販売。

## タイアップ
宣伝の一環として、さまざまな企業とのタイアップが行われている。
バーガーキング
ハンバーガーチェーン店。秋葉原昭和通り店で本作をイメージした期間限定メニューが登場した他、本作の出演声優・井口裕香とオープニングテーマを歌うミュージカル女優・昆夏美が2人で1日店長を務めた。
東武鉄道
東武グループの鉄道。特急の利用を条件として、浅草駅を起点に、館林駅、足利市駅、太田駅、東武日光駅、鬼怒川温泉駅でスタンプラリーキャンペーンが行われた。
JAフルーツ山梨
山梨県甲州市に本部を置く農業協同組合。ブドウの一種「ロザリオビアンコ」と「ピオーネ」を対象として、ブドウ踏み乙女姿のケイとタマキの描き下ろしクリアポスターを同梱した商品「ケイとタマキのもぎたて葡萄」が、期間限定で販売された。